# 한국음악

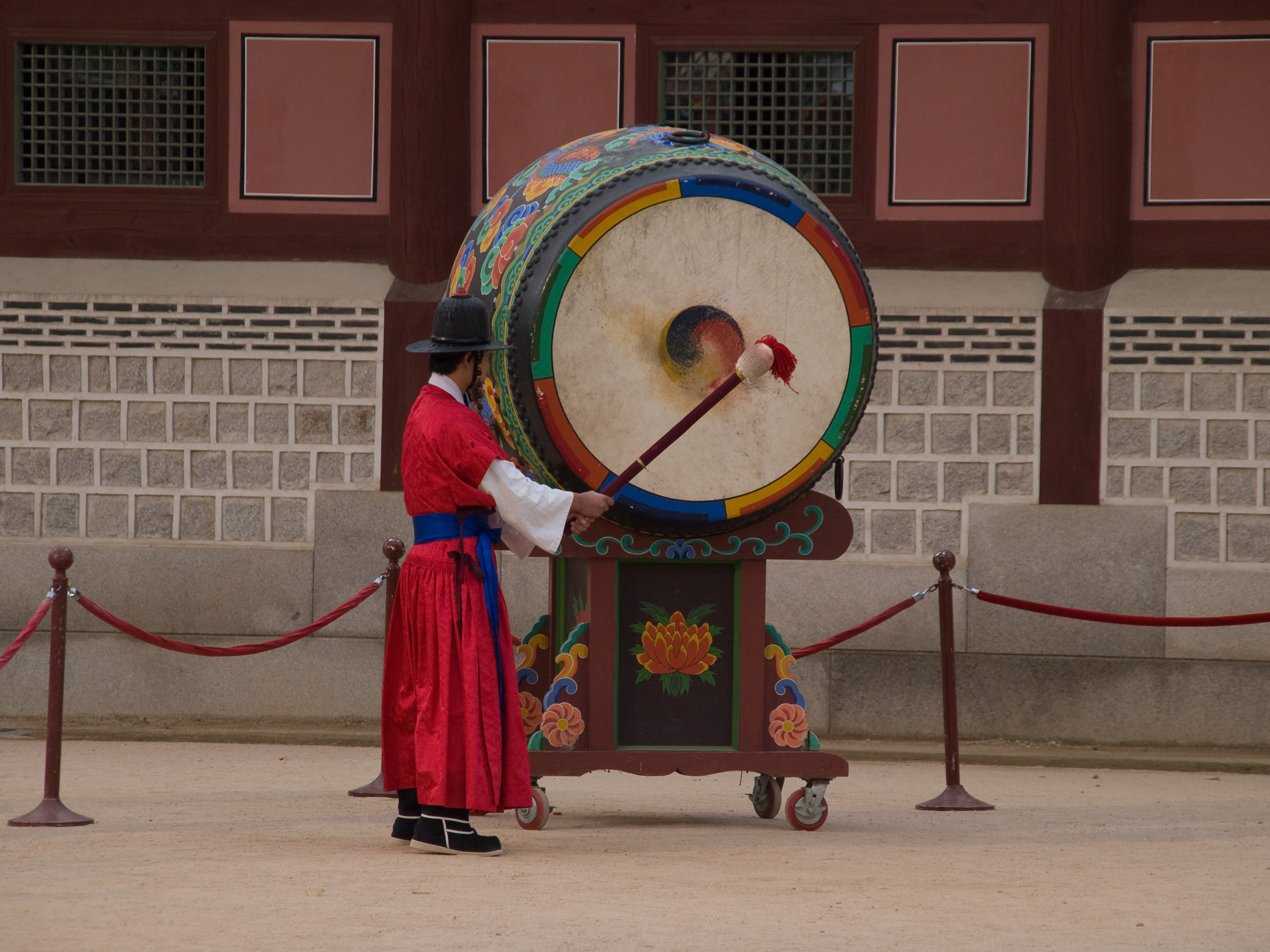
북을 치는 모습

한국음악(韓國音樂)은 한반도 및 중국 동북부 등에서 발생하여 고대시대부터 전래되어오는 음악과, 이를 기반으로 오늘날 새로이 생성되고 있는 음악(창작국악 등), 또한 현대에 서양음악의 기법을 사용하여 창작된 현대 대중음악 등을 포함하여, 한민족(韓民族)의 음악을 총칭한다. 지역상 동양음악의 한 갈래이다.
좁은 의미의 한국음악은 한국 전쟁 이전의 조선왕조에서 관촬하여 계승하도록 장려한 것과 백성들의 자발적인 농악을 포함한 전래·전통 음악, 즉 국악(國樂)을 가리킨다. 이러한 협의의 한국음악은 기초 인문학인 음악사학의 연구대상이다. 그러나 거시적 관점에서 한국음악사를 조망하고 세계음악의 한 조류로 파악하기 위해서는 객관적인 명칭의, 즉 광의의 한국음악을 사용하기도 한다.

## 한국음악과 한국음악사학

### 한국음악사학
근대과학으로서의 한국음악사학 연구는 한국 전통음악을 연구하는 한국국악학회를 중심으로 진행되었다. 이혜구(李惠求)는 1940년대 <양금신보의 사조(梁琴新譜 四調)>를 발표한 이래 많은 논문을 내었고 논문집 <한국음악연구>와 <한국음악서설>, <한국음악논총>을 내었다. 장사훈(張師勛)은 <보허자고(步虛子考)>를 비롯하여 많은 논문을 내었고 논문집 <국악논고>·<한국전통음악의 연구>·<한국악기대관>·<국악총론>·<한국음악사>·<전통무용의 연구>를 내었다. 그 밖에도 함화진(咸和鎭)의 <조선음악통론>, 성경린(成慶麟)의 <조선음악독본>·<조선의 아악>·<국악감상>·<한국음악논고>·<한국의 무용>, 김기수(金琪洙)의 <국악입문>, 박헌봉(朴憲鳳)의 <창악대강> 등의 저서가 있다.
1959년에는, 비록 인문학인 한국음악사학이 엄연히 다른 음악 연주와 작곡을 담당하는 영역과 공존하는 형태이지만, 서울대학교 음악대학에 국악과 이론전공이 신설되어 한국음악사학 연구의 명맥을 이어오고 있으나 인문학의 성격은 퇴화되었다편 국립국악원이 주축이 되어 인출된 것으로 양악 5선보에 옮긴 <한국음악>이 제14집까지 나왔고 재래의 율자보(律字譜)에 의한 <한국음악선집>도 제5집까지 나왔다. 서울대학교 음악대학 국악과에서 간행한 영인본(影印本) <속악원보>와 <대악후보>가 있고 양악 5선보에 채보한 이재숙(李在淑)의 <가야금산조>가 있다. 지금까지 활발한 연구활동을 한 사람으로는 권오성·한만영·이재숙·김정자·이성천·이병원·송방송·이보형·김길운·권도희 등이 있다.
한국음악학은 ‘한국’과 ‘음악학’이라는 두 낱말 사이에 어떤 조사를 사용하는가에 따라 ‘한국의 음악학(Korean Musicology, Musicology of Korean)’을 뜻하기도 하고 혹은, ‘한국에서의 음악학(Musicology in Korea)’을 의미할 수도 있다. [네이버 지식백과] 한국음악학 [Musicology of korean] (학문명백과 : 예술체육, 곽현규)

##### 한국국악학회
한국국악학회(韓國國樂學會)는 한국음악사학을 연구하는 학회로서, 1948년 이혜구·성경린·장사훈의 발의(發意)로 한국국악학회 전신인 국악연구회(國樂硏究會)가 발대되었다. 이어서 제1회 정례 발표회를 가졌다. 1964년에 한국국악학회는 사단법인체로 인가 등록되고 회장에 이혜구, 이사에 성경린·김성태·정호근·장사훈(상임), 감사에 이주환·이상만이 피임되었다. 1972년까지 200여회 연구발표회를 가졌고, <한국음악연구>라는 학술지를 2회 발간했다. 또한 100여편의 논문이 발표되었고, 10여권의 학술서적 및 악보가 출판되었다.

##### 한국음악사학회
한국음악사학회(韓國音樂史學會)는 한국 음악사학을 연구하는 학회로서, 새로운 한국음악사 연구를 위해 1988년 대구에서 창립되어 학술지 <한국음악사학보> 제 1집을 발간하였다. 현재까지 53권의 학회지를 발간하였고 2004년 한국학술진흥재단 등재지가 되었다. 현재 회장은 송방송이다.

## 분류
한국음악은 크게 한국음악, 한국현대음악, 한국대중음악으로 구분한다.

### 한국현대음악
한국현대음악은 일반적으로 20세기에 수용된 서양음악을 바탕으로 한 현대음악 작곡가와 국악기를 사용하거나 국악의 음악적 요소를 이용하여 만든 현대의 국악인 창작국악을 총칭한다. 서양음악을 바탕으로 한 현대음악은 서양음악의 일반적인 장르와 동일하다.

### 한국음악
한국음악사학에서 한국음악을 분류하는 방법은 여러 가지이다. 음악의 유래를 따져서 향악·당악·아악으로 나누기도 하고, 그 쓰이는 목적에 따라서 제례악·연례악·민간음악으로 나누기도 하고, 연주형태에 따라 기악·성악으로 나누고, 악기편성법에 따라 합악·삼현육각·세악·병주 같은 말도 쓰인다. 또 서양음악의 분류방법에 따라 관현악곡·중주곡·독주곡·합창곡·독창곡으로 나눌 수도 있고, 종교음악·세속음악으로 나눌 수도 있다.

#### 역사적 분류법
한국음악의 역사적 분류법은 악곡의 유래와 형식에 의한 구분법이다. 이 구분법 상에서 국악은 크게 아악, 당악, 향악으로 나뉜다.

##### 아악
중국 송나라에서 유래한 정악으로, 구체적으로는 고려 예종 11년 (1116년)에 수입된 '대성아악(大晟雅樂)'을 가리킨다. 고려 중기까지만 해도 널리 쓰였으나, 고려 후기에 쇠퇴하였다. 조선시대에는 세종때에 박연이 중심이 되어 아악을 정리하였다. 현재에 남아있는 아악곡은 문묘제례악 하나뿐이다.

##### 당악
중국의 당나라에서 전래된 음악과 더불어 중국 송나라의 사악(詞樂)을 총칭한다. 《경국대전》 등에 보이며, 《고려사》〈악지〉에 40여종의 음악이 소개되어 있다. 현재 남아있는 당악은 〈보허자〉와 〈낙양춘〉 두 곡뿐이다. 당악은 대체로 黃=C의 음계를 따른다.

##### 향악
아악과 당악을 제외한 한국의 재래 음악과 서역에서 전래된 음악을 총칭한다. 판소리, 민요, 잡가 등은 포함되지 않는다. 향악은 대체로 黃=E♭의 음계를 따른다.

##### 비판과 현황
현재 남아있는 악곡으로 볼 때, 아악은 한 곡, 당악은 두 곡밖에 남아있지 않아 대부분의 악곡이 향악에 속하게 되어 분류가 큰 의미를 지니지 못한다. 또한 이 분류법에서는 민요, 판소리 등의 민속악과 현대의 창작국악을 분류하기 곤란한 점이 있다. 이런 이유로 현대에는 이러한 분류법을 많이 사용하지 않는다. 그러나 음계상의 차이가 뚜렷하기 때문에 黃=C의 음계를 따르는 곡들을 '당악계 음악', 黃=E♭의 음계를 따르는 곡들을 '향악계 음악'으로 부른다.

##### 현대의 분류법
현대에 가장 많이 쓰이는 분류법은 '정악'과 '민속악'으로 나누는 방법이 있다. 그러나 음악사학계에서 이견도 있다. 범패와 같은 불교음악은 어디에도 포함되지 않는가 하면, '민속음악'이라는 말이 원래 '예술 음악(art music)'의 반대 개념으로 사용되기 때문에, 산조나 판소리와 같은 예술음악의 분류가 곤란하다는 이유로 장르별로 분류하기도 하고, 종교음악을 따로 분류하기도 한다. 또한 연주되는 방법에 따라 기악곡과 성악곡으로 분류하기도 한다. 여기서는 일반적인 분류 방법을 따라 정악과 민속악, 창작 국악으로 구분하기로 한다.

###### 정악
정악은 궁중음악과 민간 상류층에서 연주되어 오던 모든 음악을 가리킨다. 세부적으로 분류하자면 의식 음악(제례악)으로 분류되는 종묘제례악과 문묘제례악, 궁중의 연례악, 민간 상류층에서 향유하던 풍류 음악으로 분류할 수 있다.

###### 민속 음악
민속 음악은 정악에 대칭되는 말로, 민요와 판소리, 잡가, 산조, 시나위를 포함한다. 크게는 불교의 종교 음악인 범패도 포함된다.

## 발전 및 계승

### 상고 시대
상고 시대의 국악에 관한 내용은 잘 알려져 있지 않다. 하지만, 부여의 영고, 고구려의 동맹, 동예의 무천 등 절제와 같은 제천 행사에 관련된 중국 역사서에 술을 마시고 노래를 불렀다는 내용이 있다. 한국의 상고 시대 음악은 각 부족의 제천의식에 쓰이는 의이였던 것이 옛 중국 문헌에서 단편적으로 보인다. 부여ㆍ고구려ㆍ예ㆍ마한ㆍ변한 등 상고시대 부족 국가들은 추수가 끝나는 때, 혹은 씨를 뿌릴 때에 일정한 시기를 택하여 하늘에 제사를 지냈으며 남녀노유가 함께 모여 연일 밤낮없이 춤과 노래로 즐겼다고 기록되어 있다.

### 삼한의 음악
한국음악에 관한 가장 오래된 문헌은 중국의 진수(陣壽, 233-297)가 찬한 <삼국지(三國志)> 위서(魏書) 동이전(東夷傳)으로, 여기에 의하면 마한에서는 5월 하종(下種)과 10월의 농공(農功)이 끝났을 때 귀신에게 제를 지내고 군중들이 밤낮없이 쉬지 않고 소리하고 춤을 추며 술을 마셨다. 이 3세기 마한의 굿음악은 아마 오늘날의 별신굿이나 도당굿에서 굿중패들이 꽹과리와 북을 치면서 춤추는 요란한 음악과 같은 모습이었을 것이다. 3세기 마한·변한의 아마도 강렬하고도 투박하였던 음악은 저 신라 유적에서 발굴된 흑색의 소박한 토기에 비할 수 있겠다.

#### 변진의 악기 고
중국 《삼국지》 동이전에 의하면 변진에 중국의 축과 형상이 비슷한 현악기(絃樂器)가 있었다. 가야국(伽倻國) 가실왕(嘉實王)이 가얏고를 만들고 왕산악(王山岳)이 거문고를 만들기 전인 한국 최고(最古)의 이 악기는 '고'라고 불리는 가야고의 전신일 것이며 아마 6세기에 가얏고(가야금)가 가야국에서 새로 생긴 후로 자취를 감추고 만 것 같다.

#### 안악고분에 나타난 음악
영화(永和) 13년(357년)이란 연대가 표시된 안악 제3호 분(墳)의 벽화는 여러 가지 중국 고대악(古代樂)을 보여준다. 전실(前室)의 한 벽에는 입고(立鼓)와 소(簫)를 각각 연주하는 2인과 노래하는 사람 1인이 그려져 있는데, 이 입고·소·가(歌)의 그림은 한(漢)의 전정(殿庭)의 고취(鼓吹)를 그린 것이라고 생각된다. 회랑(廻廊)의 벽에는 대행렬도(大行列圖)가 있는데, 후부의 기마악대(騎馬樂隊, 4인으로 되었다)는 일렬 횡대로 고(鼓)·소(簫)·가(茄)(또는 소각(小角))·요를 주(奏)하고 있는데, 이 기마악대의 음악은 한 대(漢代)의 단소요가를 그린 것 같다. 후실(後室)의 벽에는 세 사람의 악인(樂人)이 앉아서 각각 거문고(또는 쟁(箏))·완함(阮咸)·장적(長笛)으로 춤반주를 하는 모양이 그려져 있는데, 이 그림은 후전(後殿)의 곡연(曲宴)을 그린 것 같다. 이 4세기의 고분벽화에 그려져 있는 입고(立鼓)·소(簫)·가(苛)·요 등의 한대(漢代) 악기는 한강 유역에서 발굴된 초두(醮斗)와 함께 한문화의 특색을 보여주고, 마한, 변한의 악(樂)과는 전혀 다르다.

### 삼국 시대

#### 고구려
고구려의 가요로 지금까지 전해 오는 것은 유리왕의 황조가가 있다.
고구려의 국악사는 크게 세 단계로 구분한다. 제1기는 외래 음악이 들어오기 이전의 시기이며, 거문고도 이 때에 만들어졌다. 이 때의 음악은 거문고와 같은 향토 악기로 대표된다. 제2기는 고구려가 중국의 후위(後魏)와 교류를 하기 시작한 4세기부터 6세기 중엽까지로 구분한다. 이 시기에는 공후와 같은 서역의 악기가 들어온 시기이다. 제3기는 6세기 후반부터 고구려가 멸망할 때까지로 구분한다. 이 때의 고구려의 음악은 매우 융성하여, 수나라의 9부기(九部伎) 등에도 포함되었다. 고구려 음악에는 서역음악인 구자악(龜玆樂)이 들어와 고구려에 많은 악기가 쓰인 시기이다. 공후·비파(琵琶)·오현(五絃)·생(笙)·소·피리·요고(腰鼓) 등 많은 악기를 사용하여 당시 백제와 신라의 음악에 비해 매우 발전하였다.

##### 거문고
<삼국사기(三國史記)> 에 의하면 고구려의 왕산악이 거문고 또는 현금(玄琴)을 만들었는데, 그 악기는 진인(晋人) 아마 서진(西晉)이 아니고 동진(317-420년)의 사람)이 고구려에 보내온 중국의 금(琴)을 개조한 것으로 보인다. 현행 거문고와 같은 악기가 통구(通溝)에 있는 고구려의 무용총의 벽화에 그려져 있는데, 다만 6현 대신 4현을 가진 점에서 현행 거문고와 다를 뿐이다. 이 고구려 고분에 그려져 있는 악기가 거문고의 원형이고, 현행 거문고는 그 변형으로 보인다.

##### 일본후기에 나타난 악기
〈일본후기〉에 의하면 고구려음악은 악사(樂師)가 4인인데, 횡적(橫笛)·군후·막목(莫目, 일종의 관악기)과 무등사(無等師)였다. 즉 고구려의 연향악(宴享樂)은 횡적·거문고·막목(莫目)과같은 악기에 맞추어 노래하고, 그에 따라 춤을 추는 것이었다. 〈일본후기〉에 의하면 백제악(百濟樂)도 고구려악과 같이 횡적·군후·막목으로 춤을 반주하였다. 백제가 고구려의 거문고를 차용한 것이 주목된다.

##### 서역악기의 전래
불교가 고구려에는 372년에 북부 중국에서, 그리고 백제에는 그보다 늦게 384년에 남부 중국에서 들어온 것처럼, 외국 악기도 고구려와 백제에 중국 남북조(南北朝) 말기에 각각 달리 들어온 것 같다. 즉 수서(隋書, 622년 찬)의 <동이전>에 의하면 고구려악은 5현금·쟁·피리·횡취(橫吹)·소·고를 썼고, 백제악은 고(鼓)·각(角)·공후·쟁(箏)·우·지·적(笛)을 사용하였다. 그런데 고구려악에 채용된 오현금과 피리는 서역계의 악기로서 중국의 북조에서 사용되었던 것이며, 백제악에 채용된 공후와 지, 특히 지는 남조의 청악(淸樂)에서만 사용되었던 것이다. 이같이 고구려는 북방 중국에서, 백제는 남방 중국에서 각각 악기를 수입하여 양국음악은 달랐다. 특히 고구려악은 북부 중국에서 새로운 세력을 가진 서역 악기를 수입 채용함으로써 풍부해져서 수(隋)의 궁중에서 7부기(七部伎), 그 후 9부기에 열(列)하였고, 계속하여 당(唐)의 궁중에서도 10부기(十部伎) 속에 들었다.

#### 백제
지금까지 전해 오는 백제의 가요로는 〈정읍사〉가 있다. 현재 연주되는 악곡 중 〈정읍〉과의 관계는 확실하지 않다. 백제음악의 자료는 고구려에서 보이는 고분(古墳)의 고구려악벽화(高句麗樂壁畵) 같은 것이 없고 기록이 영세(零細)하다. 고이왕(古爾王) 원년(238년)에 제천지(祭天地) 용고취(用鼓吹)라 하여 고취악(鼓吹樂)이 쓰였다는 기록이 있으나 그것이 대방(帶方)에서 사용된 중국계 고취인지는 알 길이 없다. 《일본후기》에 의하면 백제음악도 고구려와 같이 횡적·군후·막목으로 춤을 반주하였다. 백제음악이 고구려의 거문고를 차용한 것이 주목되는데 이 점은 백제음악이 고구려와 같고 신라와 다른 것을 알 수 있다. 백제음악은 5~6세기에 중국 남송(南宋)과 북위(北魏)에 소개되었고 또 《일본서기(日本書紀)》에 의하면 백제악사(百濟樂師)들이 교대로 일본에 건너가서 음악을 전습(傳習)시켰는데 문헌에 보이는 악인(樂人) 시덕(施德) 삼근(三斤), 계덕(季德) 기마차(己麻次), 진노(進奴), 대덕(對德) 진시 등 4인은 횡적·군후·막목·무(舞)를 했던 것으로 보인다. 후기의 백제에는 남조(南朝)음악의 영향이 보인다. 중국 문헌 《수서》의 〈동이전(東夷傳)〉에 고(鼓)·각(角)·공후·쟁(箏)·우·지·적(笛)과 같은 악기를 쓴 기록이 보인다. 이 악기들을 수의 구부기(九部伎)와 비교하면 강남(江南)의 청악(淸樂－淸商伎)에서 쓰이는 악기편성(樂器編成)과 비슷하다. 백제 사람 미마지(味摩之)는 중국 남부 오나라에서 기악(伎樂)을 배워 일본에 전했다.

##### 남조음악의 전래
수서의 <동이전>에 기록된 백제악기는 고(鼓)·각(角)·공후·쟁(箏)·우·지·적(笛)인데 공후·지를 쓴 점에서 수(隋)의 9부기에 나타난 청상기, 즉 청악의 악기와 비슷하다. 고구려음악이 서량악(西凉樂), 즉 북조(北朝)의 음악을 받아들인 것과 백제음악이 청악(淸樂), 즉 남조(南朝)의 음악을 받아들인 것은 대조가 된다. 백제기(百濟伎)의 무인(舞人)은 남부 중국의 피리(皮履, 단화)를 신고 고려기(高麗伎)의 무인은 북부 중국의 오피화(烏皮靴－장화)를 신은 점도 이것을 뒷받침해 주고 있다.

##### 기악
백제인 미마지(味摩之)가 오(吳, 남부중국)에서 기악(伎樂)을 배워 가지고 612년에 일본에 전했다. 이 기악의 가면이 일본의 동대사(東大寺) 등 여러 곳에 보관되어 있는데 그 용모, 특히 높은 코가 서역의 특징을 말해 준다. 이 기악의 내용은 1233년 일본의 《교훈초(敎訓抄)》라는 책에 간단히 소개되었는데 그 구성이 오늘날 한국에 전해 내려오는 산대도감(山臺都監)놀이 및 봉산(鳳山)탈춤과 거의 비슷하다. 백제인 미마지가 일본에 건너가서 가르친 기악(伎樂)은 오(吳), 즉 남부 중국에서 백제로 들어와서 오늘날까지 산대도감놀이로 전승되고 있다.

#### 신라
통일 이전의 신라의 음악은 가야금으로 대표될 수 있다. 가야금은 진흥왕때에 가야의 우륵이 신라에 전했다고 한다. 이 시기의 음악으로는 《삼국사기》에 이름만 전하는 가야금 12곡이 있다. 진흥왕 13년에는 계고, 법지, 만덕이 우륵에게서 각기 가야금, 노래, 춤을 배웠다고 한다. 우륵이 가얏고를 신라에 가져오기 전 내해왕(奈解王, 196-229) 때 물계자(勿稽子)가 '고'를 쳤고 자비왕(慈悲王, 458-479) 때 백결 선생(百結 先生)이 '고'로 방아소리를 내었다는 기록이 있는 만큼 신라음악은 일찍부터 '고'(가야금)가 대표적인 악기이다. <삼국사기>에 신라음악은 '고(琴)'와 춤(舞)과 노래(歌)로 편성되었다 하였고 <일본후기>에도 신라음악에는 '고'와 춤만이 보이는 것으로 봐서 신라음악은 관악기와 타악기가 보이지 않고 오직 현악기 한 가지에 맞추어서 춤추고 노래하는데, 이 점은 횡적(橫笛)·거문고·막목(莫目)으로 편성된 고구려 및 백제음악과는 다르게 단순한 편성으로 되었다. 이것은 마치 고구려와 백제의 고분(古墳)의 구조가 같은데 신라의 그것만이 양자와 판이하게 다른 것과 상통한다. 진흥왕(眞興王, 540-576) 때는 우륵이 가야국으로부터 '가얏고'를 가지고 와서 신라에 퍼뜨렸는데 이 뒤부터 신라의 '고'는 가야국의 '고' 즉 '가얏고'로 대치된 것 같다. 우륵은 대내마(大奈麻)인 주지(注知·法知)·계고(階古)·대사(大舍)인 만덕(萬德)에게 음악을 가르쳤고, 가야국에서 만든 하가라도(下加羅都)·상가라도(上加羅都) 등 12곡을 전수했다. 세 사람은 이 12곡이 아정(雅正)치 못하다 하여 5곡으로 줄이고 바로잡아 신라의 궁중음악인 대악(大樂)으로 삼았다. 우륵의 12곡은 일부가 잡희(雜戱)이고 나머지는 각군(各郡)의 음악으로 산신제(山神祭)와 같은, 군(郡)마다 베푸는 의식음악(儀式音樂)으로 보인다. 이러한 군악(郡樂)은 <삼국사기> 악지에 보이는 신라의 음악 20여곡 속에도 보이고 있다. 신라의 종교의식 음악의 하나인 팔관회(八關會)는 고려를 거쳐 이조에까지 영향을 미쳤다.

### 남북국 시대

#### 신라
통일 이후의 신라에서는 향악의 발전이 두드러졌다. 특히 가야금, 거문고, 향비파의 3현과 대금, 중금, 소금의 3죽으로 대표된다. 거문고 음악은 옥보고가 지리산에 들어가 지은 30여 곡이 있으나 전해지지 않는다. 비파음악은 212곡, 대금곡은 324곡, 중금곡은 245곡, 소금곡은 298곡의 이름이 전한다.
또한 당악이 유입된 것도 통일 이후이다. 문무왕 4년에 사람을 보내 당악을 배웠다는 기록이 남아있고, 각종 유물에서 당악기의 그림을 볼 수 있다.
당나라 음악의 비중이 큼에 따라 재래음악, 즉 향악(鄕樂)에 대조되는 당악(唐樂)·당비파(唐琵琶)·당(唐)피리·당풍(唐風)의 범패(梵唄) 등 당나라에서 새로 수입된 음악 양식이 생기고 황종조(黃鍾調)·월조(越調)·평조(平調)·반섭조(般涉調)와 같은 당음악에서 쓰던 조들이 쓰이게 되었다. 한편 신라에 불교가 들어와 융성해지자 범패가 성히 불리고 또 당에서 새로운 범패가 들어오자 신라풍·당풍·당 이전의 고풍(古風) 이렇게 세 가지 범패가 불렸다. 신라의 재래음악은 가야금·춤·노래로 편성되어 악기는 가야금만이 쓰이던 것이 고구려의 거문고와 서역에 기원을 둔 비파가 쓰이고 대금 등 관악기가 도입되어 신라의 음악은 가야금·거문고·비파·대금·중금·소금, 즉 삼현삼죽(三絃三竹)이 쓰이게 되었다. 최치원(崔致遠)의 <향악잡영(鄕樂雜詠)>에 보이는 금환(金丸)·월전(月顚) 같은 것들이 모두 서역계 잡희(雜戱)인 것과 같이 서역계 음악의 영향도 받았다. 통일신라시대의 당악과 향악은 후세의 당악과 향악의 기초가 되었다.
신라에서는 음악을 관장하는 공식적인 국가 기관이 처음으로 등장하는데, 진흥왕때는 '음성서'로 불리다 경덕왕때 '대악감'으로 고쳤다. 후 혜공왕때 다시 음성서로 바뀌었다.

##### 당악의 수용
신라시대의 당악에 관한 문헌이 전혀 발견되지 않지만, 최치원의 <향악잡영(鄕樂雜詠)> 5수에 '향악'이란 말이 있는 이상, 당연히 그 대칭인 당악(唐樂)도 벌써 9세기에 있었을 것이다. 또 향비파·향피리의 대칭으로의 당비파·당피리가 있는데, 당비파는 문무왕(文武王) 13년(637)으로 추정되는 계유명(癸酉銘)의 아미타불삼존(阿彌陀佛三尊) 사면(四面) 석상(石像)에 보인다. 그뿐만 아니라 당악에서 사용되는 박(拍)이 신라 향악에까지 차용된 것을 보면, 본래 박을 사용하는 당악도 신라에 있었을 것이다. 그 밖에 범패(梵唄)에도 당음(唐音)·당풍(唐風)이 있는 이상, 음악에도 당연히 당풍·당악이 있었을 것이다. 한편 고려의 당악은 방향(方響)·당비파·쟁·당적·당피리·퉁소·장고·박 같은 것을 사용하였고, 또 한편 앞에 언급한 계유명 아미타불삼존 사면석상은 비파·쟁·당적·퉁소·생·소·요고를 보여주는데, 이들을 종합 고려하면, 신라의 당악은 방향·당비파·쟁·당적·퉁소·당피리·생·소·요고·박을 썼을 것이다. 참고로 <사대사자재장(西大寺資材帳)>에 의하면 780년(보구(寶龜) 11년) 일본에서 대당악(大唐樂)은 쟁·비파·공후·방향·생·우·필률(대소(大小))·소·척팔(尺八)·횡적·동발자·갈고(鞨鼓)·갈양·요고(腰鼓)·계루·도고(倒鼓)·계고(楷鼓)·고악고(古樂鼓)·대고(大鼓)·백자(百子：박(拍))를 사용하여 신라시대의 당악에 참고가 된다. 당피리는 그 최저음이 황종(黃鍾, 다)이고 향피리의 최저음보다 4도 높기 때문에, 그런 높은 음역(音域)의 악기로 연주되는 당악은 향악에 비하여 청(淸)하다고 하겠다. 또 한어(漢語)의 가사를 가진 음악이 대개 일자일음식(一字一音式)이고, 박판(拍板)은 규칙적인 길이의 구절을 떼어 주기 때문에, 당악은 향악같이 복잡하지 않고 정아하다고 하겠다. 당악이 새로 들어온 이후로(12세기 중엽 경덕왕(景德王) 때로 추정), 재래음악은 그것이 서역계악(西域系樂)이건 한국의 악이건 모두 향악이라고 불렸다(최치원의 <향악잡영> 5수의 예와 같이). 그것은 마치, 서양음악이 새로 밀려 들어온 후로 재래음악을 중국계의 음악이건 한국의 음악이건 가리지 않고 모두 국악이라고 부르는 것과 같다. 당악이 들어온 이후로 당악은 향악과 대(對)를 이루고, 각각 좌방악(左方樂)과 우방악(右方樂)이라고도 칭해졌고, 당악은 서(西)에, 향악은 동(東)에 위치하여 당악과 향악이 엇갈려 연주되는 풍습이 조선 초기까지 계속되었다.

##### 서역계악
최치원(崔致遠)의 <향악잡영> 5수(首) 중에서 4수가 향악이 아나라 실은 서역계(西域系, 주로 산악(散樂)임을 알 수 있다.
- 산예(사자기(獅子伎))는 분명히 서량 또는 구자계(龜玆系)의 것이다.
- 속독(束毒)은 남면(藍面)의 이인간(異人間)이 북장단에 맞추어 남분(南奔) 북약(北躍)하는 춤인데, 이 속독과 일본에 전해진 고려(고구려)악의 하나인 소토쿠(宿德)는 모두 중앙아시아의 소그디아나(Sogdiana)를 한자로 표시한 것이다.
- 월전(月顚)은 군유(群儒)가 술잔을 서로 다투어 마시는 우스운 내용의 것으로, 그 월전이란 문자는 중앙아시아의 호탄(kohtan)을 한자로 표기한 것이다.
- 대면(大面)은 황금면색(黃金面色)의 가면을 쓴 사람이 손에 주편(珠鞭)을 쥐고 귀신을 쫓는 내용의 것으로, 이 대면은 분명히 북제(北齊, 550-577)의 대면(代面)이다. 요컨대 북을 요란하게 치는 서역계 악(樂)이 저·북을 쓰지 않고 가야금 하나 또는 거문고·횡적·막목(莫目) 세 가지를 쓰는 삼국악(三國樂)과 다른 것은 마치 남분(南奔)·북약(北躍)하는 서역계의 건무(健舞)와 중국의 한아(閑雅)한 춤만큼이 다르고, 삼국시대의 그 목이 길고 몸이 날씬한 금동불상(金銅佛像)과 통일신라시대의 목이 짧고 몸이 두툼한 불상만큼이 다르다.

##### 향악의 발전
통일신라시대에도 가야금 한 가지 악기에 맞추어서 춤추고 노래하는 예전 신라악 이외에 고구려악이나 백제악도 존속하였다. 고려 때와 조선조 때까지도 백제악인 방등산(方等山)·정읍(井邑)이 연주되었고, 고구려악인 내원성(來遠城)·연양(延陽)·명주(溟洲)가 <고려사>에 전하였던 것으로도 알 수 있다. 이 밖에 <삼국사기>에 의하면, 신라악은 삼현(三絃)·현금(玄琴)·가야금(伽倻琴)·향비파(鄕琵琶)), 삼죽(三竹, 대금·중금·소금(小芩))·박판(拍板)·대고(大鼓)·가무(歌舞)였는데, 신라악은 고구려의 현금·서역의 5현비파(향비파)·당의 박판을 여기저기서 섭취한 것이었다. 그런 신라의 관현반주는 가야금 하나에 맞추어 춤추고 노래하던 예전의 신라악에 비하면 큰 발전이라고 하겠다. 한편 박판을 사용한 점으로 미루어서, 또 현금 곡명(玄琴曲名)의 춘조곡(春朝曲)·추석곡(秋夕曲)·유곡청성곡(幽曲淸聲曲)·입실상곡(入實相曲) 등으로 미루어서, 그런 신라악은 종전 것과 달리 덜 복잡하고 더 아정한 성질의 것이라고 하겠다.

##### 신라의 거문고 음악
거문고는 고구려에서 쓰던 악기로 백제에서도 쓰였으며, 신라에서는 언제부터 수입되었는지 알 수 없으나 효소왕(孝昭王, 643-702) 때 천존고(天尊庫)에 보존되었다는 것이 최고기록이고 경문왕(景文王, 재위 861-875) 때에는 민간에 퍼지게 되었는데 그 경위는 신라인 사찬 공영(恭永)의 아들 옥보고(玉寶高)가 지리산 운상원(雲上院)에 들어가 현금곡(玄琴曲) 30곡을 지어 그것이 거문고의 조종(祖宗)같이 되었다. 그의 금도(琴道)가 명득(命得)을 거쳐 귀금(貴金)에 이르러 단절된 뻔하였다가 다시 안장(安長)과 그의 아들 극종(克宗)에 의하여 계승되었다. 극종은 7곡을 지었다. 극종 이후에는 거문고를 업으로 하는 사람이 많았다 한다. 옥보고가 지은 30곡의 곡명은 <삼국사기>에 전한다.

##### 신라의 범패
신라의 범패는 태화(太和) 4년(830)에 당에서 돌아온 진감대사(眞鑑大師)에 의하여 유전(流傳)된 것으로 알려졌다. 이보다 17년 늦게 당에서 귀국한 일본승(日本僧) 자각대사(慈覺大師)가 저술한 입당구법순례기(入唐求法巡禮記)에 의하면 중국 산동반도(山東半島) 등주현(登州縣)의 적산원(赤山院)이라는 신라인 절에서 본 강경의식(講經儀式)·일일강의식(一日講儀式)·송경의식(誦經儀式)에 신라풍(新羅風)·당풍(唐風)·당 이전의 고풍(古風) 등 세 가지가 있었던 것을 알 수 있는데 진감대사가 유전한 범패는 당의 신풍(新風)이라 하겠다.

##### 신라의 선풍과 국선의 음악
팔관회(八關會)는 하늘을 섬기고 명산대천(名山大川)의 용신(龍神)을 섬기는 고풍(古風)으로 선랑(仙郞)·국선(國仙)·선가(仙家)가 주재하였다. 이 팔관회 의식에서는 국선이 가무를 아뢰어 용천(龍天)을 환열(歡悅)시켜 복을 비는 제도였기 때문에 백희가무(百戱歌舞)를 성히 하였다. 신라 진흥왕 때에 생겨서 숭상받은 국선 또는 화랑(花郞)은 팔관회와 더불어 고려 때에도 성행하다가 고려 예종 때부터 점점 쇠퇴하였다.

#### 발해
발해는 민간 음악과 궁중 음악이 발전함에 따라 태상시(太常寺）를 설치하고 발해의 음악,무영,제사에 관한 것은 본래 의부(義部）에서 맡아 보는 업무였으나 발해 음악과 무용이 발전하는 수요에 따라 새로 독립적인 기구인 "태상시"를 설치하고 예악과 제사를 관리하였다. 발해교방은 발해악과 발해무를 직접 관리하는 전업기구이다.

### 고려 시대
고려를 창건한 태조(太祖)는 신라의 고풍을 많이 답습하였다. 화랑 또는 선랑(仙郞)이 천령(天靈)과 오악(五嶽)·명산대천(名山大川)·용신(龍神)·신기(神抵)에 국가 태평을 비는 팔관회(八關會)와 불교의식인 연등회(燃燈會)가 그 일례이다. 이 두 가지 의식은 향악과 당악뿐만 아니라 백희(百戱)까지도 포괄한 대규모 의식으로, 그 음악들도 의식과 함께 신라의 것을 답습하였다. 신라풍의 사뇌가(詞腦歌)는 균여(均如, 917-973)에 의하여 계속되었다. 그러나 예종, 의종(毅宗) 때에 이르러서는 신라의 유풍(화랑 따위)이 많이 쇠퇴하였다. 예종 때에는 송나라로부터 아악이 도입되었고, 또 송의 사악(詞樂)이 들어와 신라 때 들어온 당의 음악을 밀어냈다. 삼국시대부터 내려오는 향악은 고려에서도 계승되었고 새로 많은 향악곡이 생겨 그 일부는 조선 때까지 전승되었다.

#### 팔관회
명산대천·용신을 가무로 희열시켜 복을 비는 제도로 신라 국선의 유풍(遺風)이다. 연등회와 더불어 고려의 큰 국가의식의 하나로 궁중의 구정(毬庭)에 다섯길이나 되는 무대를 세우고 사선악부(四仙樂部) 및 용·봉·상(象)·마(馬)·차(車)·선(船) 등 여러 가지 형태의 춤을 비롯하여 가무백희가 행해졌다. 이 팔관회는 고려 초기에 극성기를 이루었고, 그 후 쇠퇴하기는 했으나 고려 말기까지 계속하다가 근세조선에 와서 철폐되었다.

#### 송의 사악의 성행
송의 음악이 고려에 들어와 신라시대에 들어온 당(唐)의 음악을 밀어냈다. <고려사(高麗史)> 악지(樂志)에 실린 당악(唐樂)이란 것은 사실 전부 송의 사악이다. 사(詞)라는 것은 장단구(長短句)라고도 칭하듯, 시의 매행(每行)이 균일적으로 칠언(七言)으로 되어 있지 않고, 7언·5언·7언·6언과 같이 길고 짧다. 그러나 그 불규칙적인 길이의 가사에 붙여진 음악의 길이만큼은 규칙적으로 8행(井間譜로)이다. <고려사>의 '악지'에 실린 사(詞) 41수 중에서 8수가 중국시인 유영(柳永, 11세기)의 작으로 판명되었는데, 그 판명으로 사가 대개 11세기 이후에 고려에 들어온 것을 알 수 있다. 사(詞)의 하나인 낙양춘(洛陽春)의 가사가 <고려사> 악지에 실려 있고, 구양수(歐陽修, 1007-1072)의 작으로 판명되었는데, 4행 1구(尾前詞와 尾後詞)로 되었다. 또 한편 낙양춘의 악보는 18세기의 <속악원보(俗樂源譜)>에 실려 있는데, 사(詞) 1행(5자-7자)이 규칙적으로 정간보의 8행에 들어 있고, 그 정간보 8행은 제4행과 제8행에 들어가는 박(拍)에 의하여 둘로 나뉜다. 위에서 ○표는 그 선행가사가 ○표가 달리지 않은 가사의 2배의 시가(時價)를 가진 것을 표시한다. 이 악보에 의하면, 중국의 사악(詞樂)은 대개 일자일음식(一字一音式, syllabic)이고 간주곡(間奏曲)과 후주곡(後奏曲)을 갖지 않은 것을 특색으로 하고 있다.

#### 고려의 향악
고려조의 향악은 <고려사>의 '악지'에 29곡에 보여주는데, 그 중 오관산(五冠山)·거사련(居士戀)·처용(處容)·사리화(沙里花)·장암(長岩)·제위보(濟危寶)·정과정(鄭瓜亭)의 7곡은 이제현(李齊賢, 1288-1367)에 의하여 한문으로 역시(譯詩)되어 있어 그것들이 13세기 이전의 것임을 알 수 있다. 우리말의 시가(詩歌)는 한시가 4행임에 비하여 3행 또는 5행과 같이 기수(奇數)의 행을 가진 것이 주목된다. 그리고 음악에서는 그 1행에 두 박이 들어간다. 3행(行)의 예 귀호곡(歸乎曲－가시리) 가시리 가시리	/이꼬나난 바리고 가시리	/이꼬나난 위 중즐가		/大平盛代 5행(行)의 예 청산별곡(靑山別曲) 살어리 살어리	/라ㅅ다 청산의 살어리	/라ㅅ다 멀위랑 다래랑	/따 먹고 창신의 살어리랏다/얄리얄리 얄라		/얄라성얄라 <대악후보(大樂後譜)>와 <시용향악보(時用鄕樂譜)>에 의하면, 향악은 대부분 일자수음식(一字數音式)이어서(예: 西京別曲) 중국음악의 일자일음식(一字一音式)의 아정(雅正)한 것에 비하여 염려(艶麗)한 것을 특색으로 하고 있다. 또 향악이 중여음(中餘音, 間奏)을 가진 점에서도 중국음악과 다르다. 고려조의 향악은 남녀의 사랑을 노래한 것이 많다. 그리고 관현 반주를 가진 노래는 간주와 후주 같은 발달한 형식으로 되었고, 또 일자수음식이라서 염려(艶麗)하여 이런 점에서 고려청자의 화려한 것에 비할 수 있겠다.

#### 고려향악의 악보
<고려사> 악지에 그 명칭이 적힌 많은 향악곡은 대부분 악보는 물론 사설도 전하지 않지만 다행히 그 일부는 조선 때까지 전승되어 악보와 사설이 남은 것이 있다. <고려사>에 명칭이 있는 것으로 현재까지 전하는 것으로는 동동(動動)·서경별곡(西京別曲)·자하동(紫霞洞)·한림별곡(翰林別曲)·풍입송(風入松)·정과정(鄭瓜亭) 등이다. 이 밖에 고려향악곡으로 추정되는 것으로 악보가 전하는 것은 사모곡(思母曲)·쌍화곡(雙花曲)·정석가(鄭石歌)·청산별곡(靑山別曲)·유구곡(維鳩曲)·가시리(귀호곡, 歸乎曲)·상저가(相杵歌)·야심사(夜深詞)·만전춘(滿殿春)·정읍(井邑)·이상곡(履想曲)·봉황음(鳳凰吟)·북전(北殿) 등의 악보가 전한다. 이들 악곡은 오늘날 거의 전승되지 못하고 끊어졌으나 풍입송·서경별곡·만전춘은 조선의 제례악에 편곡되어 이 악곡만은 지금도 연주되고 있다.

#### 향악정재와 당악정재
정재(呈才)란 궁중무용을 가리키는 용어이다. 고려 때에 쓰던 정재에 신라 때부터 내려오는 향악정재와 중국에서 들어온 당악정재가 있는데, 그 제도가 다르다. 당악정재에는 포구락(抛毬樂)·헌선도(獻仙桃)·수연장(壽延長)·오양선(五羊仙)·연화대(蓮花臺) 등이 있는데, 포구락을 예로 들면 죽간자(竹竿子－정재에 쓰이는 도구로 긴 나무 막대기의 한쪽 끝에 가는 대 100개를 꽂았다)를 든 여기(女妓) 2인이 관현반주(管絃伴奏) 전인자(前引子)에 맞추어 입장하여 서면, 동시에 음악이 그치고 죽간자가 무반주로 한문으로 된 구호를 부른다. 다음에는 무기(舞妓)들이 관현반주로 춤추며 들어와서 서면, 음악이 그치고 무기들은 무반주로 한문의 창사(唱詞)를 부른다. 이어서 관현반주에 맞추어 춤을 추고 나서 용알을 구문(毬門)의 구멍으로 던져넣는다. 용알 던지기가 끝나면 죽간자 2인이 관현반주(後引子)에 맞추어 나와 무반주로 '구호'를 부르고 나가고 뒤이어서 무기가 나간다. 이같이 당악정재는 죽간자의 입퇴장과 음악(전인자와 후인자)과 구호 및 무기들의 무반주의 창사를 그 특징으로 한다. 향악정재는 동동(動動, 牙拍)·무애무(無▩舞)·왕모대무(王母隊舞) 등이 있는데 동동을 예로 들면 무기 2인이 들어와서 엎드려 있으면서 음악에 맞추어 동동의 첫구, 즉 덕과 복을 드리는 노래를 부르고 나서 일어나서 관현악과 제기(諸妓)의 합창에 맞추어서 춤을 춘다. 춤이 끝나면 무기는 엎드렸다가 일어나서 퇴장한다. 이같이 향악정재는 당악정재에 보이는 죽간자의 인자(引子)와 구호가 없고 창사처럼 무반주로 무기가 노래하지 않고, 신라시대의 무척(舞尺)·금척(琴尺)·가척(歌尺)과 같이 고려시대의 향악정재도 무기·관현반주·여성합창(女聲合唱)의 3부분으로 이루어진 것을 특징으로 하였다.

### 조선 시대
세종, 세조 때에는 아악이 박연에 의해서 정리되고, 악기도감을 설치하여 악기를 직접 만들어 썼으며, 정간보, 오음악보등에 의한 기보법이 창안되고, 아악보가 편찬되었다. 세종대왕은 정대업, 보태평 등을 직접 작곡하였다.
인조 21년에는 사직과 문묘제례악이 정해지고, 인조 25년 아악을 다시 쓰게 되었으며, 광해군, 효종, 영조 때, 악학궤범을 복간하고 악기를 다시 만들었다. 종묘제례악과 삼현 육각에 의한 음악이 사용되었다. 또한 가곡, 가사, 시조 등의 성악곡이 널리 불렸다. 특히 영조 이후, 일반 백성들에게서 판소리, 산조, 잡가 등이 성행하기 시작하였다. 숙종 때의 판소리 체계화는 큰 발전이라 할 수 있다.

#### 조선 전기
이성계(李成桂)가 조선을 세운 뒤 억불양유(抑佛揚儒) 정책에 따라 예악(禮樂)을 국시(國是)로 삼았다. 정도전 등은 건국과 더불어 많은 조선의 창업송가(創業頌歌)를 지었으나, 악곡은 고려조의 음악을 인용할 수밖에 없었다. 차츰 제도가 정비되고 유교가 대흥한 세종 때에 이르러 전조(前朝)의 음악을 많이 개산(改刪)하였다. 세종은 박연을 시켜 아악을 정비하고 율관과 악기를 제작하였고, 향악과 고취악(鼓吹樂)에 기하여 〈보태평(保太平)〉, 〈정대업(定大業)〉을 만들고 〈여민락(與民樂)〉, 〈치화평(致和平)〉 등을 제정하였으며, 유량악보(有量樂譜)인 정간보를 만들어 《세종실록(世宗實錄)》에 실었다. 세조는 부왕(父王)의 음악사업을 이어받아 〈보태평〉과 〈정대업〉을 종묘제례악에 쓰게 하여 오늘날까지 전하게 하였으며, 정간보를 개량하였고, 오음약보(五音略譜)를 내어 《세조실록》 악보에 실었다. 조선 전기의 음악정비 제작사업은 성종 때까지 계속되었고, 특히 성현(成俔)이 찬술한 《악학궤범(樂學軌範)》이 출간되어 한국 최초로 독립한 종합 악서(樂書)가 나왔다. 연산군(燕山君)의 폭정(暴政)과 임진왜란·병자호란을 거치는 동안에 조선 초기까지 전하던 삼국시대 및 고려음악은 소멸되고 당악은 쇠퇴하여 향악화되었으며 새로운 향악곡이 생겨 조선 후기 음악으로 바뀌게 되었다.

##### 특징
조선 전반기에 세종은 채원정(蔡元定)의 《율려신서(律呂新書)》에 자극되어, 악리(樂理)를 연구하였고 박연에게 율관(律管)을 제작시켰고, 유량악보를 발명하였고, 성종 때 성현은 《악학궤범》 같은 독립한 악서를 찬술하여 음악의 학문면에서 큰 발전을 보았다. 또 한편 음악 예술면에서는 유교의 예악(禮樂) 사상의 영향을 받아 아악이 중요시되어 아악서(雅樂署)가 독립하였고 당악과 향악의 남녀상열지사도 개산(改刪)되었고, 그 때 특히 향악은 유식한 한문의 가사를 많이 써서 그런 가사에 붙여진 음악도 점차 당악같이 담담해져 조선 전기의 향악은 조선의 백자에 비할 수 있게 되었다.

##### 창업송가
태조 2년에 정도전이 〈납씨가(納氏歌)〉, 〈궁수분곡(窮獸奔曲)〉, 〈정동방곡(靖東方曲)〉을 지어 올렸고, 〈문덕곡(文德曲)〉, 〈몽금척(夢金尺)〉, 〈수보록〉 등 신악을 선찬하고 4년에는 하윤(河崙)이 〈근천정(覲天庭)〉, 〈수명명(受明命)〉 등 악장을 지어 올렸다. 〈납씨가〉는 고려의 〈청산별곡〉을, 〈정동방곡〉은 〈서경별곡〉의 곡에 가사만 새로 얹은 것이다. 이와 같은 근세조선 창업송가의 제작은 세종 때까지 계속되었다. 조선 초기까지도 고려 때의 음악을 많이 인용하였지만 유교가 대흥한 세종 때에 이르러서 전조의 음악을 많이 개산하였다. 박연·맹사성(孟思誠) 등 음악이론가들을 동원하여 아악을 정비하고 향악을 창작하고 악기를 제작하며 악보를 창안 편찬하는 등 근세조선 음악의 기초를 닦았다.

##### 당악과 향악
당악
유교 특히 중국의 예악사상(禮樂思想)은 아악의 완성을 촉진하였을 뿐만 아니라, 당악을 재검토시켰다. 즉, 송의 사(詞)의 대부분이 남녀상열지사(男女相悅之詞)라 해서 비판되었고 예외로 〈수룡음(水龍吟)〉, 〈하운봉(夏雲峰)〉, 〈억취소(憶吹簫)〉의 가사만이 초정(稍正)하다 해서 그 곡은 그대로 쓰고 원가사(元歌詞)를 버리고 《시경(詩經)》의 가사를 차용하였다. 이런 가사의 개변은 태종·세종·중종 때에 자주 발견된다. 예를 들면 중강조(中腔調)에다 《시경》의 녹명(鹿鳴)의 가사를 붙이는 따위이다.
향악
조선 전기는 고려조의 음악을 습용(襲用)하였거나, 예를 들면 <대악후보(大樂後譜)>의 <한림별곡(翰林別曲)>, <쌍화점(雙花店)>, <진작(眞勺)>과 <시용향악보(時用鄕樂譜)>의 <풍입송(風入松)>, <야심사(夜深詞)> 또는 고려조의 음악에다가 신제가사(新製歌詞)를 붙이고 곡명을 바꾸기도 하였다. 예를 들면 <납씨가(納氏歌)>의 원곡은 <청산별곡>, <정동방곡>의 원곡은 <서경별곡>, 그러나 중요한 것은 세종 때에 <보태평>, <정대업>, <발상(發祥)>, <봉래의(鳳來儀－ 前引子, 與民樂, 致和平, 醉豊享, 後引子의 모음곡)>, <봉황음(鳳凰吟)>, <만전춘(滿殿春)의 신악(新樂)>이 제정되고 <세종실록>에까지 그 악보가 기록된 사실이다.

##### 대표적인 음악
보태평과 정대업
《보태평》은 선왕의 문덕(文德)을, 《정대업》은 그 무공을 각각 한문으로 칭송한 것이고 음악은 고취악에 기하여 만들어진 것이다. 《정대업》 중의 화태(和泰)와 순응(順應)의 음악은 각각 고려 때의 〈서경별곡〉과 〈만전춘〉의 곡에서 차용하였다. 《보태평》 11곡은 모두 임종궁(林鍾宮)의 평조(平調)이고, 《정대업》 15곡은 모두 남려궁(南呂宮)의 계면조(界面調)이다. 원래 《보태평》과 《정대업》은 세종 때 연례(宴禮)에 연주되었는데, 세조 9년(1464)에 이르러 향악이 아악 대신에 종묘제향악으로 채용되었다. 이에 따라서 짧은 제향(祭享) 절차에 맞게 개혁된 종묘악이 비록 후세에 그 리듬은 변개되었지만 조선 말까지 약 500년간 계속되었다.
발상
〈발상〉 11곡은 가사가 한문으로 되었고 그 음악도 당악같이 6음계로 되었는데, 이 고취곡(鼓吹曲)은 세조 때 폐용되었는지 《대악후보(大樂後譜)》에는 보이지 않는다.
용비어천가
한글이 1443년에 창제되었고, 1445년에는 조종(祖宗)의 성덕(聖德)과 신공(神功)을 가영(歌詠)하고 후손에게 경천근민(敬天勤民)을 명심케 하는 <용비어천가> 125장을 한글로 지었고, <치화평(致和平)>과 <취풍형(醉豊享)>이라고 칭하였다. <세종실록>에는 <치화평>과 <취풍형>이 각각 125장의 악보를 모두 기재하였으나, 실제로는 그 중에서 <치화평> 3기(三機)의 첫 16장과 졸장(卒章)만 연주하고, <취풍형>의 첫 8장과 졸장만 연주하였다. <대악후보>의 <치화평> 1·2기(機)의 경우에는 첫 3장만, 3기의 경우에는 첫 16장만 기보(記譜)되었고, <취풍형>의 경우도 첫 8장만 기보되었다.
여민락
<용비어천가>를 한문으로 번역하고, 125장 중에서 첫 4장과 종장만을 떼어서 가사를 중국계의 고취곡에 붙여서, 그것을 <여민락>이라고 칭하였다. <치화평>과 <취풍형>은 오늘날 연주되지 않고, <여민락>만은 비록 그 가사를 부르지 않지만 지금까지도 관현합주로 연주된다. <봉황음(鳳凰吟)>(林鍾宮 平調)과 <만전춘(滿殿春)>(林鍾宮 界面調)은 <처용가(處容歌)>의 속된 가사를 묘정정악(廟廷正樂)의 것으로 개찬한 것이다.

##### 악보지
세종실록의 악보
〈보대평〉, 〈정대업〉, 〈발상〉, 〈여민락〉, 〈치화평〉, 〈취풍형〉, 〈봉황음〉, 〈만전춘〉 등 세종 때 음악이 《세종실록》 제 136권~제147권에 악보를 남기고 있는데, 그 악보는 1행 32정간(井間)으로 되었고, 그 정간은 시간 단위를 표시하여, 그것이 한국뿐만 아니라 동양에서 최고(最古)의 유량악보(有量樂譜)이고, 서양의 오선지보다 약 2백년 늦다. 그 1행 32정간이 세조에 의하여 1행 16정간 2행으로 개서(改書)되었고, 조선후기에 이르러서는 16정간이 대부분 20정간으로 변하여진 채로 지금까지 계속 사용되고 있다. 이 세종의 정간보는 기보법 사상 획기적인 것이다. 《세종실록》 악보에는 〈회례악〉, 〈제례악〉, 〈보태평〉, 〈정대업〉, 〈발상〉, 〈봉래의〉, 〈전인자〉, 〈여민락〉, 〈치화평〉, 〈취풍형〉, 〈후인자〉, 〈봉황음〉, 〈만전춘〉 기타 종묘사직 등의 제례악이 실려 있다.
세조실록의 악보
《세조실록》 48권~49권에 실린 악보이다. 《세종실록》 악보는 1행 32정간이나 《세조실록》 악보는 1행 16정간으로 축소되었고, 3·2·3·3·2·3정간으로 갈라 6대강(六大綱)으로 구분하였는데 이 16정간 6대강법은 조선 말기까지 계속되었다. 《세종실록》은 율자보로 되었으나 《세조실록》은 오음약보(五音略譜)로 되었고 당악에서 쓰던 공척보(工尺譜)를 병용하였다. 《세조실록》 악보에는 〈보태평〉, 〈정대업〉 등 종묘제례악과 원구제악이 실려 있다.
안상금보
선조 5년 안상이 편찬한 악보로 일명 <금합자보(琴合字譜)>라 한다. 편장 안상이 명종 16년에 장악원(掌樂院) 첨정(僉正)이 되어 악사 홍선종(洪善終)·악공 허억봉(許億鳳)·이무금(李無金)과 함께 이 악보를 편찬하고 선조 5년에 책을 낸 것이다. 거문고의 오음약보·합자보 및 육보(肉譜)와 노래와 사설을 적고 피리의 오음약보 및 육보·장고악보를 곁들여서 총보(總譜)를 만들었다. 이 악보에는 <만대엽(慢大葉)>, <정석가(鄭石歌)>, <북전(北殿)>, <사모곡(思母曲)> 같은 고가요(古歌謠)가 실렸는데, 조선 후기에 크게 성했던 가곡의 실마리가 되는 <만대엽>, <북전>의 최고 악보로서 조선 전기음악과 후기음악을 비교하는 데 중요한 자료가 된다. 고 전형필(全瑩弼) 소장으로 보물 제283호로 지정되었다.
시용향악보
임진란 이전에 간행된 것으로 보이는 저자를 알 수 없는 고판본(古版本) 악보. 6·25전쟁 후에 세상에 알려졌다. <세조실록> 악보와 같이 6대강 16정간에 오음약보로 되었다. 4행을 한 묶음으로 하여 제1행은 오음약보, 제2행은 장고의 악보, 제3행은 박(拍)의 악보, 제4행은 악곡의 사설을 적었다. 이 악보에는 <사모곡>, <서경별곡>, <청산별곡>, <귀호곡(歸乎曲－가시리)> 등 많은 고려가요와 <납씨가> 등 조선 초기의 악가와 <성황반(城隍飯)>, <내당(內堂)>, <삼성대왕(三城大王)>, <대국(大國)> 등 10여곡의 무속가요가 있어서 고려 향악을 연구하는 데 귀중한 자료이다. 이 악보의 발견으로 20여곡의 고가요가 새로 알려진 것이다. 원본은 이겸로(李謙魯)가 소장하고 있고 1954년 연세대학교 동방학연구소에서 영인본이 나왔다.

##### 음악 서적
악학궤범
조선 성종 때(1493) 성현이 주가 되어 찬술한 9권으로 된 종합악서이다. 이 악서는 제1권에 악(樂)의 원리, 제2권에 악기진설도설(樂器陳設圖說), 제3, 4, 5권에 정재도설(呈才圖說), 제6, 7권에 악기도설(樂器圖說), 제8, 9권에 의물(儀物), 관복도설(冠服圖說)을 자세히 기술하여 한국에서 최초로 독립된 악서(樂書)이다. 물론 그 이전에 박연이 악서 찬집을 제의하였지만 실현치 못한 것 같고, <세종실록> 128권에 악기도설과 악현도가 일부 게재되었으나 <악학궤범>같이 전반적인 것이 못된다. 16세기 말 임진왜란으로 악사가 사방으로 흩어지고 악기가 파괴되었어도, 잿더미에서 구출된 <악학궤범>으로 인하여 악기를 제조하고, 음악의 고제(古制)를 복구할 수 있었다. 고악 복구에 불가결한 <악학궤범>은 초간 이후 광해군(光海君)·효종(孝宗)·영조(英祖), 1933년, 1968년 등 여러 번 복각(複刻)되었다.

#### 조선 후기
임진왜란과 병자호란을 겪는 동안에 한국의 문화는 큰 시련을 당하여 많은 변화를 가져왔다. 조선의 음악도 이 때를 계기로 변화가 일어났다. 조선 전기에 힘써 갖추어 놓았던 아악은 난리통에 흩어졌다. 후에 문물이 바로잡히자 아악을 재건하였으나, 규모는 훨씬 줄어들고 말았다. 조선 전기 음악에 많이 전하던 고려조의 향악과 송의 사악은 대부분 상실되었거나 변질되었다. 당악은 향악화되었다. 그러나 다행히 명맥을 유지한 <영산회상>, <보허자> 가곡(<만대엽>) 같은 악곡은 많은 변주곡을 낳아서 조선 후기의 향악곡의 큰 비중을 차지했다. <영산회상>은 방대한 기악 모음곡으로 되었고, 가곡·가사·시조는 많은 종류가 생겼다. 한편 영조 이후에는 서민문화의 대두에 따라 판소리·산조·잡가와 같은 민속음악이 생겨 민간에 유포되었다.

##### 특징
조선 후기 음악은 민간음악의 대두와 해학적인 점을 특징으로 하고 있다. 이것은 마치 한시(漢詩)에 대가 되는 우리말의 <청구영언>, <구운몽>에 대가 되는 향토색이 짙은 <춘향가>, 죽림칠현(竹林七賢)의 그림에 대가 되는 단원(檀園) 김홍도 및 혜원(惠園) 신윤복의 풍속도의 특징과도 같다.ㅋ

##### 당악과 향악의 상호변화
당악도 세종 때의 <대악전보(大樂前譜)>에는 14곡이 기보되었지만, 조선 후기의 <속악원보(俗樂源譜)>에는 겨우 <보허자>와 <낙양춘> 2곡밖에 없고, 그 두 곡만이 당악으로 지금도 연주되고 있다. 그 <보허자>도 <대악후보>에는 1행 16정간으로 기보되었는데, <속악원보>에 이르러서는 1행 20정간으로 기보되어서, 리듬에서 변화된 것을 보여준다. 그리고 특히 <보허자>는 시대가 내려옴에 따라 원음(元音) 사이에 간음(間音)이 점점 들어가서, 당악인지 향악인지 구별하기가 어려울 지경으로 변하였다. 그뿐만 아니라 세종 때만 하더라도 당악기는 서쪽에, 향악기는 동쪽에 따로 분리되어서 당악과 향악이 교대로 연주되었는데, 조선 후기에는 당악기와 향악기의 합주로 되어 버려, 당악과 향악을 구별하기 어렵게 되었다. 또 한편 향악도 <대악전보(大樂前譜)>에 실린 세종 때 된 <치화평(致和平)>, <취풍형(醉豊亨)>, <봉황음(鳳凰吟)>, <만전춘(滿殿春)>은 물론 <대악후보>에 실린 <진작(眞勺)>, <이상곡(履想曲)>, <납씨가(納氏歌)>, <횡살문(橫殺門)>, <서경별곡>, <한림별곡(翰林別曲)>, <쌍화점(雙花店)>, <자하동(紫霞洞)> 등 많은 곡이 조선 후기에는 없어지고, 그 중에서 겨우 <감군은(感君恩)>, <만대엽(慢大葉)>, <북전>, <동동(動動)>, <정읍(井邑)>, <영산회상>이 남았다가, <감군은>, <만대엽>, <북전>은 조선 후기 늦게 없어져서 지금에 전하지 않고, <동동>, <정읍>, <영산회상> 등만 지금도 연주되는데, 그것도 <대악후보>의 곡과의 관련성을 찾을 수 없도록 변해 버렸다. <보허자> 같은 당악이 원음에 간음을 추가하여 향악화한 것과 같이, 또 향악도 당악의 스타일로 접근하였다. 즉 <정대업(定大業)>의 혁정(赫整)은 원래 향악이어서, <대악후보>에서는 1정간(井間), 2정간, 3정간, 5정간같이 불규칙한 시가(時價)의 음으로 되었는데, <속악원보>에 이르러서는 균일하게 1정간의 음으로 되어, 그 음악은 중국 음악의 스타일에 가까워졌다. 또 <정읍>, 일명 <수제천(壽齊天)>도 당악의 <낙양춘>만큼이나 한음 한음을 느릿느릿한 템포로 연주하면서 향악에 독특한 꾸밈음(裝飾音)과 연음(連音)을 지녀서, 그전의 악보에서는 볼 수 없는 위엄을 새로 갖게 되었다. 이같이 조선 후기의 궁중에서는 향악도 중국 고전악같이 완서하고 위엄있게 연주하도록 정부가 신칙(申飭)하였으나 민간에서는 음악이 점점 빨라지는 데다가 가사도 해학적인 경향으로 흘렀다.

##### 대표적인 음악
영산회상의 발달
〈영산회상(靈山會相)>은 《대악후보》에서 보는 바와 같이, 불교의 노래로 무도에 쓰였다가 후에 《유예지(遊藝志)》에서 보는 바와 같이, 중령산(中靈山), 세령산, 가락덜이 같은 본(本) 영산의 빠른 변주곡과 〈영산회상〉의 음악과 관계없는 상현도드리, 하현(下弦), 염불, 타령, 군악(軍樂)이 추가되었고, 나중에는 더 빠른 가벼운 곡으로 계면(界面) 가락도드리, 양청(兩淸), 우조(羽調) 가락도드리가 끝에 달렸다. 이같이 선비들이 즐기는 〈영산회상〉 같은 실내악이 위엄으로 시작하였다가 정악(正樂)을 벗어나서 가벼운 농조(弄調)로 끝나는 것을 볼 수 있다.
가곡의 발달
가곡(歌曲)은 조선 전기의 <대악후보>와 안상의 <금합자보(琴合字譜)>에는 <만대엽(慢大葉)>만 보이지만, 임진왜란 후의 <양금신보(梁琴新譜)>에는 <만대엽> 외에 그보다 빠른 <중대엽>이 보다 많이 나오고, 이익의 <성호사설(星湖僿說)>에 의하면, 18세기 당시에 벌써 제일 느린 <만대엽>은 사람들이 그것을 싫어하여 없어진 지 오래이고, 그보다 좀 빠른 <중한잎(中大葉)>도 그것을 좋아하는 사람이 적고, 당시에 통용된 것은 빠른 잦은한닢(삭대엽)뿐이었다. <유예지>에는 그 잦은한잎보다 더 빠르고, 가사가 해학적인 농(弄), 낙(樂), 편(編)이 끝에 달린다.
가사의 성쇠
가사(歌詞)로 말하면 1728년에 간행된 <청구영언(靑丘永言)>에 <상사곡(相思曲, 相思別曲)>, <춘면곡(春眠曲)>, <권주가(勸酒歌)>, <백구사(白鷗詞)>, <길군악(軍樂)>, <양양가(襄陽歌)>, <어부사>, <처사가>, <황계가(黃鷄歌)>, <매화가>, <관등가(觀燈歌)>, <귀거래(歸去來)>, <환산별곡(還山別曲)>, <낙빈가(樂貧歌)>, <강촌별곡(江村別曲)>, <관동별곡(關東別曲)>의 16곡이 보이고 그 중에서 뒤에 있는 6곡을 잃고, 대신 <죽지사(竹枝詞)>와 <수양산가(首陽山歌)> 2곡을 얻어 모두 12곡이 전창(傳唱)되고 있다. 여기서 주목되는 점은 <청구영언>에 벌써 잡가인 <백구사>와 <매화가>가 가사에 섞인 점이다.
시조의 발달
시조(時調)는 가곡인 삭대엽(數大葉)의 가사를 차용하나, 한수를 5장 대신 3장으로 나눈다. 시조의 악보는 서명응(徐命膺)의 <유예지(遊藝志)>와 이규경(李圭景)의 <구라철사금보(歐邏鐵絲琴譜)>에 보여서, 시조는 영조조(英祖朝)의 이세춘(李世春)에서 나왔다는 말을 수긍케 한다. 후에 시조도 평시조(平時調) 외에 지름시조와 사설시조(辭說時調)를 파생한 것도 잦은한닢의 경우와 비슷하다.
판소리의 대두
이상은 상류층에서 애호된 음악들이고, 서민층에서는 판소리와 산조 같은 전혀 새로운 음악이 생겼다. 판소리는 광대가 부채를 들고 서서 그와 마주 않은 고수(鼓手)의 북장단에 맞추어서 <춘향가> 같은 긴 이야기를 소리·아니리(白)·발림(科)으로 서술하여 관중을 울리고 웃기는 일종의 극음악(劇音樂)이다. 이 판소리는 <만화집(晩華集)>(유진한：柳振漢, 1711-1791)의 가사 <춘향가> 200구에 의하여, 늦어도 영조조에 있었던 것을 알 수 있다. 송만재(宋晩載)의 <관우희(觀優戱)>에 의하면, 18세기의 판소리에는 <춘향가>, <심청가>, <박타령>, <토끼타령>, <화용도(華容道)> 이외에 <배비장가)>, <옹고집>, <변강쇠타령>, <장끼타령>, <강릉매화가>, <무숙(武叔)타령>, <가짜신선타령> 등 12가지가 있었다. 그 중 지금은 먼저 다섯가지만 전해진다(<오가전집>에서처럼). 이 판소리에 관한 중요한 문헌은 신재효(申在孝)의 <광대가(廣大歌)>이다.
가야금 산조의 성행
가야금 산조는 가야금 독주곡으로 진양조·중모리·중중모리·자진모리의 순서로 연주되고, 진양조는 우조(羽調)로 시작되어 계면조로 그친다. 이 가야금 산조는 광주(光州)의 아전인 김창조(金昌祖 또는 昌祚, 약 1865-1929)가 만들어냈다고 하며, 그 후 그의 제자 안기옥(安基玉), 한성기(韓成基)에 의하여 보급되었다. 이 기악 독주곡은 마치 판소리같이 감정을 충분히 표출하여 일반에 실감을 주어 애호되었다.
만대엽
만대엽(慢大葉)은 <안상금보>, <양금신보> 등 조선 전기·중기 악보에 나타나는 옛 성악곡으로 <중대엽>과 더불어 가곡의 원류로 추정되는 악곡이다. 사설은 시조시(時調詩)로 되었고 가곡과 같이 5장으로 구분된다. 조선 초기에 나타난 것으로 보인다. 옛 악보에는 장대엽·늦은한닢·진화엽(晋化葉)으로 보이며 <안상금보>에 처음 보이고 <유예지> 때에는 보이지 않는다.
중대엽
중대엽(中大葉)은 <양금신보>, <유예지> 등 조선 중기 악보에 나타나는 옛 성악곡으로 조선 중기 <만대엽>에서 파생되어 <삭대엽> 즉 현존 가곡의 원류가 된 것으로 보인다. 사설은 시조시로 되었고, 평조·평조계면조·우조·우조계면조로 4조가 있었고 각 조마다 제1·제2·제3의 파생곡이 있었다. <양금신보>에서 처음 보이고 <서금보(西琴譜)>, <일사금보(一蓑琴譜)>에는 보이지 않는다. 중한닢이라고도 부른다.
북전
북전(北殿)은 <안상금보>에서부터 <유예지> 등 조선 전후기 악보에 보이는 옛 성악곡. 고려 때부터 조선 후기까지 꾸준히 불리던 악곡이었으나 조선 말기에 끊어지고 말았다. 사설은 시조시를 얹어부르는 등 가곡과 비슷한 형태의 성악곡으로 가곡과 밀접한 관계가 있는 곡이다. 평조·평조계면조·우조 등 여러 조가 갖추어지기도 했다. 문헌에는 <후정화(後庭花)>, <후전(後殿)>으로도 보인다. <뒤전> 혹은 <대받침>으로도 부른다.

##### 악보
양금신보
《양금신보(梁琴新譜)》는 광해군 2년(1610) 양덕수(梁德壽)가 엮은 거문고 판본 악보이다. 악사 양덕수가 임진란을 피하여 남원에 살았는데 거기서 예로부터 잘 알던 임실 현감 김두남(金斗南)을 만나 그의 권에 의하여 악보를 냈다. 6대강에 오음(五音－宮商角徵羽)·합자보·육보를 같이 적어서 알기 쉽게 엮었다. 내용은 <만대엽>, <북전>, <중대엽>, <감군은> 등 비교적 간략하나 <중대엽>은 4조(四調－平調 羽調 平調界面調 羽調界面調)를 갖춘 점에서 뒤에 없어진 중대엽 연구에 귀중한 자료이다. 조선 전기 음악과 후기 음악의 경과과정을 보여주는 악보이다. 이겸로(李謙魯) 소장으로, 통문관(通文館)에서 영인본이 나왔다.
현금동문유기
《현금동문유기(玄琴東文類記)》는 광해군 12년(1620)에 이득윤(李得胤)이 엮은 거문고 악보. 이득윤이 광해군 때 벼슬을 그만두고 초야에 묻혀 지내며 엮은 것이다. 합자보로 되었고 정간법은 약하였다. 이 악보는 안상·조성(趙晟)·박근(朴謹) 등 여러 사람의 악보를 인용한 점이 특색이다. 이 악보에 실린 악곡은 <만대엽>, <북전>, <중대엽>, <삭대엽>으로 <양금신보>와 비슷하다. 이병기가 발견하여 이득윤 자필고본(自筆稿本)임을 밝혀냈다.
현금신증가령
《현금신증가령(玄琴新證假令)》은 숙종 6년(1680) 신성(申晟)이 엮은 거문고 악보. 합자보와 육보를 함께 적었으나 정간법은 약했다. <만대엽>, <중대엽>, <북전>, <삭대엽>, <여민락>, <보허자> 등이 실렸는데, <중대엽>, <삭대엽>은 4조(四調－平調·羽調 平調界面調·羽調界面調)를 갖추었고 각각 제1·2·3곡이 나타나 있어서 <중대엽>과 <삭대엽>의 연구에 중요한 자료가 된다. 이혜구 소장이었으나 원본은 흩어지고 청사 등본이 국립국악원에 전한다.
백운암금보
《백운암금보(白雲庵琴譜)》는 숙종 무렵에 엮어진 편자 미상의 거문고와 퉁소악보. 육보에 합자보를 곁들였으나 정간법은 약하였다. 내용은 <중대엽>, <북전>, <감군은>, <만대엽> 단가(短歌)·<삭대엽>으로 <중대엽>과 <북전>의 비중을 크게 다루었고 보기 드문 단가 및 퉁소의 평조계면조 악보가 실려 귀중한 연구자료가 되고 있다. 이혜구 소장으로, 이 악보에 실린 단가 사설의 작자 백우암이 악보의 편자로 추정되어 <백운암금보>라 불리고 있다. <양금신보>와 <현금신증가령>과의 사이에 엮어진 것으로 추정되고 있다.
대악후보
《대악후보(大樂後譜)》는 영조 35년(1763) 서명응 등이 왕명을 받고 <대악전보(大樂前譜)>와 <대악후보>로 편찬한 악보. <대악전보>는 세종조 악보를 모아 엮었다 하며 내용은 당악계 음악이 주가 되고, <대악후보>는 세조조 악보를 모아 엮었다 하며 내용은 <세조실록> 악보의 <보태평>, <정대업> 등 제례악보와 그 밖의 많은 <진작>, <만전춘>, <동동>, <정읍> 등 고려가요가 주가 되는 시용(時用)의 향악보이다. 전보는 당악계 음악의 귀중한 자료인데 조선 말기에 아깝게 망실되고 후보는 국립국악원에 전하여 향악연구에 귀중한 자료가 되고 있다. 기보법은 <세조실록> 악보와 같이 6대강 정간법에 오음약보로 되었다.
속악원보
《속악원보(俗樂源譜)》는 영·정조에 편찬된 것으로 보이는 편자 미상의 관찬 판본 악보. 6대강 정간법에 율자보로 되었다. 내용은 종묘·무안왕묘(武安王廟)·경모궁(景慕宮)의 제례악과 <여민락>, <낙양춘> 그리고 거문고·가야금·비파의 종묘제례악보와 방향보(方響譜)로 엮어졌다. 방향보는 9정간법을 썼다. 국립국악원에 소장되어 전한다.
유예지
《유예지(遊藝志)》는 서유구(徐有渠)의 저서 《임원경제십육지(林園經濟十六志)》 가운데에 실린 악보. 대개 정조 무렵에 편찬된 것으로 추측된다. 서유구는 <대악전후보>를 엮어 바친 서명응의 손자이다. 거문고 악보는 육보에 합자보를 곁들였고, 양금(洋琴)악보는 율자보(律字譜)로 되었고, 생황(笙簧)악보는 수자보(數字譜)로 적었다. 내용은 <중대엽>, <삭대엽>, <농엽(弄葉)>, <우락(羽樂)>, <계락(界樂)>, <편수대엽(編數大葉)> 등 가곡 악보와 <영산회상>, <영산회상이층제지(靈山會上二層除 指)>, <세영산>, <삼현회입(三絃回入)>, <염불타령>, <군악유입타령(軍樂流入打鈴)> 등 <영산회상> 악보를 실었고 양금보에 시조악보가 있다. 이 악보는 영조 이전의 음악과 고종 때의 음악을 비교연구하는 데 다리 구실을 하는 귀중한 악보이다. 서울대학교 중앙도서관과 고려대학교 도서관에 소장되었다.
구라철사금보
《구라철사금보(歐邏鐵絲琴譜)》는 이규경(李圭景)이 순조 때 엮은 양금 악보. 양금은 조선 중기에 들어온 서양악기로, 이 악기로 된 악보로는 <구라철사금보>와 <유예지>의 양금 악보가 가장 오래된 것이다. 양금 각현(各絃)과 거리가 먼 아악식인 12율순에 배율(配律)하여 적었기 때문에 해독이 불가능했던 것을 근년에 장사훈에 의하여 배율을 수정하여 이 악보를 해석했다. 내용은 <영산회상>, <하현환입>, 가곡·시조로 엮어졌다. 이병기 소장으로 되었다.
삼죽금보
《삼죽금보(三竹琴譜)》는 고종 때 편찬한 것으로 보이는 편자 미상의 악보. 책머리에는 경종 1년에 쓴 이승무(李升懋)서가 얹혀 있으나 악보 내용으로 봐서 고종 때 편찬된 이 악보에 이전부터 전해오는 이승무의 서문을 붙인 것으로 밝혀졌다. 16정간에 육보로 적혀 있다. <영산회상>, <평조영산회상>, <군중취타>, <노군악(路軍樂)>, <가군악(家軍樂)>, <양청환입(兩淸還入)>, <삭대엽>, <소용>, <우롱>, <중대엽>, <상사별곡>의 무녀시조(巫女時調) 등을 포함하여 <영산회상> 가곡·가사 등 60여 곡이 매우 광범하게 실려 있다. 이 악보는 <유예지>와 현존 국악과 다리 구실을 하는 귀중한 악보이다. 국립국악원에 소장되었다.

### 근세
동리 신재효에 의해 판소리가 현재의 형태로 정리되었다. 일제강점기에는 서양 음악이 들어오는 등 국악이 많이 쇠퇴한 시기이나 명맥만은 끊이지 않고 이어졌다.갑오경장(甲午更張) 이후 물밀 듯이 밀려온 서구문화로 한국문화의 변화는 물론 한국인의 음악활동도 많이 변했다. 한일합방(韓日合邦)으로 조선 왕조가 무너지니 왕실의 의식이 없어짐과 때를 같이하여 여기에 쓰이던 수천년 전통 음악이 설 자리를 잃었다. 왕의 거동이나 군대 행진에 쓰이던 취타(吹打)는 양음악 밴드(Band)의 행진곡으로 대치되었다. 사랑(舍廊)마다 울려나오던 풍류소리는 자취를 감추었고, 심신을 닦는 도로서 음악을 연주하던 풍류인들이 베토벤이나 브람스에 열중하게 되었다. 광장에서 판소리와 잡희(雜戱)를 즐기던 대중들은 유행가와 신파극(新派劇)에 귀를 기울였다. 게다가 일제의 한국문화 말살정책으로 한국음악은 더욱 위축되었다. 이러한 어려운 시기에 한국 전통음악은 이왕직(李王職) 아악부(雅樂部)·원각사(圓覺社)와 협률사(協律社)에 이은 조선성악연구회(朝鮮聲樂硏究會)·조양구락부(調陽俱樂部)에 이은 조선정악원(朝鮮正樂院)·기타 사설전수소(私設傳授所)에서 겨우 명맥을 이어나갔다.

#### 음악 기관

##### 이왕직 아악부
광무 원년(光武 元年, 1897)에 종래의 장악원(掌樂院)을 교방사(敎坊司)로 개칭하고 제조(提調) 이하 772인의 인원을 두었으며, 융희 원년(隆熙元年, 1907)에는 교방사를 장악과(掌樂課)로 고쳐서 궁내부(宮內部) 예식과(禮式課)에 부속시키고, 국악사장(國樂師長) 이하 305인의 인원을 두고, 김종남(金宗南)이 초대 국악사장이 되었다. 한일합방 이후 장악과는 아악대(雅樂隊)로 바뀌고 아악사장 이하 189인의 인원으로 줄었다. 이 중에는 양악군악대에 밀려서 시종원(侍從院) 부속 구 군악수(軍樂手)인 취고수(吹鼓手)들이 일부 편입되어 있었다. 그 뒤 인원을 84명으로 줄이고, 다시 57명으로 줄였다. 1917년에는 아악생 양성소를 두어 제1기생 9명(뒤에 18명)을 모집하여 수업연한을 3년(뒤에 5년)으로 하고 음악실기·음악이론·일반학과를 수업하였다. 1920년 일본 음악학자 다나베(田邊尙雄)의 건의로 1922년에는 당국의 보다 나은 지원을 받게 되었다. 1925년에는 아악대에서 아악부(雅樂部)로 명칭을 고치고 당주동(唐珠洞) 청사에서 운니동(雲泥洞)으로 옮겼으며, 광복 직전까지 종묘·문묘 제향에 제례악을 연주하고, 아악생 양성·아악 방송·악서 및 악보 편찬·악기 제작 등의 활동을 계속하였다. 제1대 국악사장에 김종남, 제2대 국악사장 이남희(李南熙), 제3대 아악사장 함재운(咸在韻), 제4대 국악사장 명완벽(明完璧), 제5대 아악사장 김영제, 제6대 아악사장 함화진(咸和鎭)이 역임하였다. 이왕직 아악부의 전통은 현 국립국악원이 이어받고 있다.

##### 조선 정악원
음률을 즐기는 대갓집 사랑에는 율방(律房) 또는 풍류방(風流房)이라 하여 영산회상·가곡 등 정악 계통 음악을 연주 및 전수하는 사설 음악실이 있었다. 이러한 율방의 제도를 확대하여 1905년 9월 조양구락부(調陽俱樂部)가 조직되었다. 정악의 연주도 하였지만 주로 정악의 전수에 주력하였다. 당시 교사진용은 가곡에 하규일(河圭一), 하순일(河順一), 거문고에 김경남(金景南), 가야금에 명완벽(明完璧), 함화진(咸和鎭), 양금에 김상순(金相淳), 생황에 한진구(韓鎭九), 단소에 조동석(趙東錫) 등이 이름난 대가들이었고, 서양음악에는 김인식(金仁湜)이었다. 1911년 조양구락부는 정악원(正樂院)으로 개칭하고 조직을 개체하여 조선정악원 혹은 조선정악전습소(朝鮮正樂傳習所)라 부르게 되었다.

##### 원각사
1907년에 설립된 최초의 근대식 국립극장으로, 창극(唱劇)이 주가 되고 잡가(雜歌)와 잡희(雜戱)도 공연한 상설극장이다. 판소리는 원래 고수의 북장단에 소리하던 독창이었으나, 원각사 시절에 약간의 무대장치로 배역마다 여러 인물이 출연하여 연기하며 분창(分唱)하는 창극이 처음 시작된 것이다. <춘향가>·<심청가> 등이 창극화되고, <귀의 성(鬼－聲)>· <치악산(雉岳山)> 등 신소설(新小說)이 극화되어 상연되었다. 창극에는 김창환(金昌煥)·송만갑(宋萬甲)·이동백(李東伯)·김창룡(金昌龍)·이화중선(李花中仙) 등 많은 판소리 명창들이 출연하였고, 경서도창(京西道唱)과 재담에는 박춘재(朴春載)·문영수(文泳洙) 등이 출연하였다. 원각사는 3년이 못되어 해산되고, 협률사(協律社)·장안사(長安社)·연흥사(延興社)·광월단(光月團) 등이 조직되어 광무대(光武臺)를 중심으로 지방공연에 주력하였다.

##### 조선성악연구회
원각사가 해산된 뒤에 여러 창극단체들이 명멸하였으나, 일제의 탄압 아래 활동이 저조하여 새로이 통합하여 재기의 길을 모색하였으니, 이것이 1933년에 조직된 조선성악연구회이다. 이 연구회는 후진양성과 창극운동에 주력하였는데, 당시의 진용은 판소리에 송만갑·김창룡·이동백·정정열·임방울(林芳蔚)·김연수(金演洙)·강장원(姜章沅)·김초향(金楚香)·박녹주(朴綠株)·김소희(金素姬) 등이었고, 기악에 강태홍(姜太弘)·박종기(朴鍾基)·신쾌동(申快童) 등이었다. 이 당시 상연된 창극은 <춘향가>·<심청가>·<수궁가>·<홍보가> 등 판소리를 창극화한 것, <배비장가>·<장화홍련전>·<숙영낭자> 등 고본(古本)을 창극화한 것이었다.

##### 조선악부
1940년 조선총독부 경무국 관장 아래 조선악부가 설립되었다. 부장이사에 함화진, 상무이사에 박헌봉(朴憲鳳)이 역임하여 주로 창극과 가무로 지방공연을 하였으나 관헌의 간섭이 심하여 애로가 많았다.

#### 대표적인 음악

##### 창극
여러 가객들이 무대에서 연기를 하며 판소리조로 연행하는 극의 한 분야. 조선 말기에 원각사(圓覺社)라는 국립극장이 생겨 판소리 가객들이 배역을 분담하여 판소리를 공연했던 데서부터 창극이란 용어가 비롯되며 그 후 각본도 새로 쓰고 곡조도 새로 붙인 창작 창극이 나왔다. 원각사 때에는 김창환(金昌煥)·송만갑(宋萬甲)·이동백(李東伯) 등 수많은 판소리 명창들이 <춘향가>·<심청가>·<최병도타령> 등 여러 창극을 공연하였고, 원각사가 해산된 뒤 1907년 경에는 김창환이 협률사(協律社)를 조직하였으며, 송만갑 또한 서울에서 협률사를 조직하였다. 이 두 협률사는 1910년까지 계속되었고, 1910년대 중반에서 단성사·장안사·연흥사와 같은 극장이 생겨 송만갑·이동백·김창룡(金昌龍) 등이 장안사와 연흥사에서 창극을 공연하였고, 광주에서도 협률사가 조직되었다. 1920년대에는 서울과 지방에 여러 창극단이 명멸하다가 1933년에는 조선성악연구회(朝鮮聲樂硏究會)가 발족되어 송만갑·이동백·김창룡·정정렬(丁貞烈)·한성준(韓成俊)·오태석(吳太石)·김연수(金演洙)·박녹주(朴錄珠)·김소희(金素姬)·박초월(朴初月) 등 수많은 명창이 활동하였는데, 1935년에 동양극장에서 '춘향전'을 공연하여 크게 성공한 이래 <심청전>·<흥보전> 등 많은 창극을 공연하여 창극의 극성기를 이루었으나 1937년에 해산되었다. 1930년대 말에는 화랑극단·동일창극단이 있었고, 1940년 중반에는 쇠퇴하였다가 1945년에 서울에서 대한국악원이 조직되었고, 1946년에 대한국악원 창극부에서 대춘향전을 공연하여 크게 성공하였다. 1947년에는 김연수창극단·임방울(林芳蔚) 일행국극사(國劇社)·국극협회(國劇協會) 등이 있었으며, 김연수창극단에서 <장화홍련전>· <선화공주> 등을, 국극사에서는 <서동요>를, 국극협회에서는 <만리장성>, 조선창극단에서는 <호동왕자>, 김연수창극단에서 <사육신>을 공연하였고, 1948년에는 여성 명창들로 구성된 여성 국악동우회가 <옥중화와 해님달님>을 공연하여 인기를 끌자 기성 창극단들은 기울어지기 시작하였다. 6·25 당시 여성 국극단이 난립하자 1950년 중반에는 창극이 쇠퇴하고 말았다. 1961년 국립극장이 생기고 창극 대춘향전이 공연되어 성공하였고 이어서 국립극장 창극단이 창립되어 오늘날까지 이어지고 있다. 창극은 판소리 선율로 짜여지며 흔히 국악관현악 반주가 딸린다.

### 현대
해방 이후 전통음악을 되살리고자 하는 사람들에 의하여 새롭게 전통음악이 정립되고 국립국악원을 중심으로 하여 발전하여 왔다. 휴전 이후, 일부 국민들의 한국문화에 대한 재인식이 차차 높아지고 정부의 지원이 있게 되면서 국립국악원(國立國樂院)·국악사양성소(國樂師養成所)·서울대학교 음악대학 국악과·국악예술학교·한양대학교 음악대학 국악과 등 정규 국악교육기관이 차례로 생겨서 신인들을 배출하고 있다. 새로운 학문을 닦은 신인들이 연주·창작·연구·교육에 참여함으로써 한국음악은 어느 면에서는 밝은 전망이 보인다. 그러나 한편 판소리·십이가사·십이잡가 같은 특수분야는 신인들의 진출이 많지 않아 거기에 대한 대비책이 요구되고 있다. 한국음악을 연구하는 학술단체로 한국국악학회(韓國國樂學會)가 활약해 왔다. 오늘날에는 국악의 연주에 서양악기를 더하는 등 현대적인 느낌을 살린(크로스 오버) 국악이 만들어지고 있으며, 국악기의 개량 등 창조적인 시도가 많이 이루어지고 있다.

#### 창작활동

##### 창작 활동
한국음악을 근대 관현악으로 처음 작곡한 사람은 김기수(金琪洙)이다. 그는 1942년에 연구작품 <세우영(細雨影)－4중주곡>의 발표를 시작으로 1951년 <고향소(顧鄕韶)>, 다음해에 <정백혼(精白魂)>, <송광복(頌光復)> 등을 작곡하였으며, 그 후 10여년 간 20여곡의 작품을 썼는데, 이 시기가 국악 작곡의 초기라 하겠으며 그의 작풍(作風)은 1960년대 이후 출현한 작곡가들에게 많은 영향과 자극을 주었다. 1962년 국립국악원에서 신국악 공모를 시작하면서 많은 젊은 작곡가들이 참여하여 입선작 및 연구발표작을 내놓았는데, 이들의 작품은 대개 전통한국음악에 바탕을 두고 현대적 기법과 연주법을 개발해 가면서 새로운 청중을 만나고 있는 것이다. 이강덕(李康德)은 합주곡 <새하늘>(1962년 작품)을 발표한 이래 지금까지 수많은 작품을 내놓았다. 그는 전통적인 선율과 장단 위에 새로운 양식을 구축했으며 특히 <가야금 협주곡 3번>은 그의 역작이다. 황병기(黃秉冀)는 1962년 가곡 <국화 옆에서>를 발표한 이래 독주곡과 합창곡을 많이 썼는데, 그의 특징은 가야금 독주곡에 있다. 황병기는 최초로 가야금 독주곡을 작곡했으며, 그의 작품 속에 흐르는 분위기는 전통에 바탕을 두고 현대적 감각을 살린 시적이고 표제적이며 회화적이다. <침향무(沈香舞)>(1974)는 가야금 음악의 세계성을 시도한 작품이고 초기 작품 <숲>(1963)은 빈번히 연주되어 신고전작품처럼 되었다. 이성천(李成天)은 1962년 <청성자진한잎 주제에 의한 변주곡>을 발표한 이후 가장 폭넓고 활발한 작곡활동을 보였다. 그의 작품의 특징은 아악의 정신적 깊이를 추구한 작품에서 음악적 기교와 섬세한 음감각은 물론 음 하나하나를 진지하게 애정을 가지고 다루는 데에 있다. 그의 역작은 가야금 독주곡 <놀이터>(1966)와 <숲속의 이야기>(1967-1974) 두 개의 모음곡들이다. 그는 <놀이터>에서 최초로 가야금의 양손 사용법과 글리산도의 주법을 도입하여 가야금 음악에 색채적 기법을 더하였고, 불규칙한 복합박자를 사용했다. 또 <두음을 위한 5현금>에서 가야금 12현 중 7현을 안쓰고 두음과 5현으로 제한한 그의 태도는 극도로 자기를 구속하여 자유를 얻으려는 예술가적 고행에 들어선 것이다. 김용진(金溶鎭)은 1962년 합주곡 1번을 발표한 후 2번(1966), 4번(1967), 5번(1969) 등과 많은 중주곡, 독주곡을 썼다. 그의 작품은 전통음악의 깊은 음악적 흐름과 양식적 요소들을 찾아 자신의 감각으로 부각시키려는 데 특징이 있다. 그의 대표작은 역시 합주곡들이다. 조재선(趙在善)은 1963년에 합주곡 <합주> 다음에 <젓대를 위한 시나위>와 이어 <가얏고를 위한 시나위>를 썼는데 이 두 작품은 남도음악을 주제로 형식화시킨 작품이다. 이 음악은 1960년대에 가장 빈번히 연주된 합주곡으로 꼽을 수 있으며 1975년작 <원색(原色)의 율(律)>은 악기편성이나 배치가 동양 철학사상에 근거하고 있으며, 유율(有律)악기가 길게 뻗다가 끝을 밀어올리는 것과 무율(無律)악기의 끊임없는 간타음(間打音) 반복의 단순성에서 우주공간의 무한성을 느끼게 한다. 그 외 이해식(李海植)·이상규(李相奎)·김용만(金容萬)·박일훈(朴一薰) 등 젊은 30대들의 참신한 작품들이 발표되어 한국의 창작음악을 질적·양적으로 풍부하게 하고 있다. 또한 서양음악 작곡을 전공한 중진작가들인 정회갑·김달성·김흥교·이성재·강석희·백병동·박중후·서우석·이건용 등도 좋은 작품을 내놓았다.

#### 음악 단체

##### 국립창극단
국립창극단(國立唱劇團)은 국립중앙극장에 소속된 창극단, 1961년 정부조직법에 따라 만들어졌다. 1962년 국립극장에서 제1회 창단공연으로 창극 <춘향전>을 공연했으며. 이 때 함께 공연한 한국국악협회 회원들이 그 주체가 되었다. 그 후로 <심청전>, <흥보전>, <배비장전> 따위를 정기 공연하면서 창극을 일반인에게 보급하는 데 앞장섰다. 1973년부터는 단원들이 전원 유급제가 되고, 1974년에는 국립극장이 남산에 세워지면서 판소리 보급과 창극 공연을 계속해서 할 수 있는 여건이 마련되었다. 그 후로는 <수궁가>, <숙영낭자전>을 비롯해서 앞서 공연한 작품을 반복해서 공연하고 있다. 최근에는 판소리 보급을 위한 강의와 감상회를 열고 있으며, 해외 공연도 시기와 기간을 정해 놓고 꾸준히 하고 있다.

#### 한국음악의 현황

##### 문묘제례악
한일합방 후에 문묘제향은 엄수되었고 광복 후 지금까지 계속되고 있다. 원래 문묘제례악은 장악원(掌樂院) 좌방(左坊)의 전담으로 이른바 악생(樂生)들이 연주하였다. 한일합방 후에는 이왕직 아악부에서 아악수가 파송되어 연주하였으며, 광복 후 현재까지는 국립국악원 악사들이 1년에 두 차례 봄가을 석전일(釋尊日)에 파송되어 제례악과 일무(佾舞)를 아뢰어 왔다. 중국 상고시대 음악에 기원을 두는 것으로 고려 예종 때 들어와서 조선 세종 때 정비된 수천 년의 역사를 갖는 문묘제례악은 동양에서 가장 오랜 음률이다. 집사악사(執事樂士) 1인, 등가(登歌), 헌가(軒架) 집박(執拍) 2인, 차비악수(差備樂手)로 등가 헌가에 각 18인 외에 일무로 8일무, 64인의 무원이 동원된다.

##### 종묘제례악
종묘제향은 연5향(年五享)이었다가 한일합방 후 1911년에는 1월, 4월, 7월, 10월의 연4향으로 줄었으나 광복 직전까지 엄수되었다. 음악과 일무는 이왕직 아악부에서 전담하였다. 구성인원은 집사아악사(執事雅樂師) 1인, 집박아악수장(執拍雅樂手長) 2인, 가(歌)아악수장 4인, 차비아악수(差備雅樂手) 2인, 일무아악수(佾舞雅樂手) 36인이었다. 광복 후에 종묘제향은 전주이씨대동종약원(全州李氏大同宗約院)에서 주관하여 연2향으로 계속되었으나 제례악은 쓰지 못하고 있다가 1970년부터 국립국악원 국악사들이 파송되어 종묘제향을 아뢰었다. 일무는 8일무를 추고 있다. 근세조선 세종 때 고취악과 향악을 토대로 제작된 종묘제례악은 세조 때 쓰기 시작하여 5백년 역사를 가지고 장악원·이왕직 아악부·국립국악원을 통하여 전해졌고 중요무형문화재 제1호로 1964년 12월에 지정되었다. 현재 종묘제향은 5월 첫 일요일에 연 1회 봉행하고 있다.

##### 연례악
한일합방으로 근세조선 왕조가 무너짐과 동시에 왕실의 제반 연례의식에 쓰이던 음악은 폐용되었다. 그래도 다행히 이왕직 아악부에서 연주행동과 아악생 양성을 통하여 광복되기까지 전해 왔고 광복 후에는 국립국악원에 전해 와서 순음악으로 보존되고 있고 음악회에서 연주하고 있다. 국악고등학교·서울대학교 국악과·이화여대 국악과·한양대학교 국악과와 서울시립 국악 관현악단에서도 순음악으로 연주하고 있다.

##### 정악
예전에 대갓집 사랑에서 성행하던 이른바 율방(律房)은 거의 자취를 감추었고 정악전습소(正樂傳習所)와 이왕직 아악부에서 명맥을 이어왔다. 광복 후에는 국립국악원, 서울시립국악관현악단, 서울대학교 국악과 등 각급 학교 및 사설학원에서 전해지고 있다. 영산회상에 뛰어났던 명금(名琴) 이병문(李柄文)의 거문고 수법은 이수경(李壽卿)을 거쳐 장사훈(張師勛)으로 전해져 왔고 여민락의 선금(善琴)이었던 함재운(咸在韻)의 거문고 수법은 함화진(咸和鎭), 장인식(張寅湜), 성경린(成慶麟)으로 전해져 왔고, 가곡 반주에 뛰어났던 김경남(金景南)의 거문고 전통은 임석윤이 이어받았으나 그의 사망으로 단절되었다. 함제홍(咸濟弘)·최학봉(崔鶴鳳)·정약대(鄭若大)·함재영 등 대금 명인의 전통은 근세 젓대의 명인 김계선(金桂善)을 거쳐 김성진(金星振)이 이어받았다. 김수장(金壽長)·김천택·박효관(朴孝寬)·안민영(安玟英) 등의 가곡 전통은 하준권(河俊權)·하순일(河順一)·하규일(河圭一)·이병성(李炳星)·이주환(李株煥)을 거쳐 전효준(田孝準)·홍원기(洪元基)·김월하(金月荷)에게, 하규일·임기준(林基俊) 등의 가사 전통은 이병성·이주환을 거쳐 이양교(李良敎)·정경태(鄭坰兌)가 이어받았다.

##### 판소리
송흥록(宋興綠)에서 비롯된 동편제(東便制) 소리는 박만순(朴萬順)·송우룡(宋雨龍)·김세종(金世宗)·정춘풍(鄭春風)·김찬업(金贊業)을 거쳐 박기홍(朴基洪)·전도성(全道成)·이선유(李善有)·유성준(劉成俊)에 이르렀으나 오늘날 순수한 동편제 소리는 끊어졌다. 송흥록의 종손 송만갑(宋萬甲)은 동편제 가문에서 태어났으나 서편제 정창업(丁昌業)의 소리제를 도입하고 자기 창제(唱制)를 개발하여 별입하였다. 송만갑의 제자로는 장판개(張判介)·박중근(朴重根)·김정문(金正文)·박봉래(朴鳳來)가 있었으나 모두 송만갑 생전에 타계하였고 박녹주(朴綠株)가 김정문의 소리를, 박봉술이 박봉래의 소리를 이어받고 있다. 박유전(朴裕全)에서 비롯된 서편제(西便制) 소리는 이날치(李捺致)·정창업을 거쳐 김채만(金采萬)·김창환(金昌煥)에게 전해졌으나 순수한 서편제 소리는 듣기 어렵다. 김채만의 제자 공창식(孔昌植)의 전통을 임방울(林芳蔚)이 이어받았으나 제자없이 타계했고 한승호(韓承鎬)가 김채만의 소리를 약간 보유하고 있다. 정정렬(丁貞烈)은 정창업의 제자로 서편제 소리를 이어받았으나 전도성·박기홍의 영향으로 동편제 소리를 받아 자기류(自己流)로 별립했다. 정정렬의 소리는 김여란(金如蘭)·김연수(金演洙)·김소희(金素姬)가 전하였다. 박유전의 심청가는 정재근(鄭在根)·정응민(鄭應珉)을 거쳐 정권진(鄭權鎭)이 이어받았다. 염계달(廉季達)·고소관(高素寬)·김성옥(金成玉)에게서 비롯된 중고제 소리는 김정근(金正根)·김석창(金碩昌)을 거쳐 이동백(李東伯)·김창룡(金昌龍)으로 내려와 강장원(姜章沅)에게 이르렀으나 중고제 소리는 끊어져 버렸다. 중요무형문화재 제5호로 지정된 판소리의 곡목별 예능보유자는 다음과 같다. 춘향가에 김여란(金如蘭)·김소희, 심청가에 정권진(鄭權鎭), 흥보가에 박녹주(朴綠株), 수궁가(守宮歌)에 정광수(丁光秀)·박초월(朴初月), 적벽가(赤壁歌)에 박봉술(朴奉述)·박동진(朴東鎭)·한승호(韓承鎬), 그리고 판소리의 고수로 김명환(金命煥)이 지정되어 있다.

##### 산조
김창조(金昌祖)·한숙구에서 비롯됐다는 가야금 산조(散調)는 여러 유파로 갈라졌다. 한성기(韓成基)류는 김죽파(金竹坡)가, 최망둥류는 함동정월(咸洞庭月)이, 안기옥류는 정남희를 거쳐 김윤덕(金允德)이 계승하였다. 강태홍(姜太弘)류는 원옥화(元玉花)가, 박상근류는 성금연(成錦鳶)이 이어받고, 심상건(沈相健)류는 끊어졌다. 백낙준(白樂俊)에게서 비롯된 거문고 산조는 신쾌동(申快童)과 박석기(朴錫基)에게 전수됐는데 박석기는 제자 한갑득(韓甲得)에게 전하고 한갑득은 다시 김윤덕에게 전하였다. 신쾌동류는 많은 제자를 길러 일세를 풍미하였는데 1977년 타계하였다. 거문고 산조의 기능보유자로는 한갑득이 지정되고 있다. 피리 산조는 이충선(李忠善), 대금 산조에는 박종기(朴宗基)를 이어받은 한주환(韓周煥)을 거쳐 강백천(姜白川)·편재준·김만식·한범수(韓範洙) 등이 있다. 해금 산조는 지용구(池龍九)를 거쳐 지영희(池映熙)가 이어받고 중요무형문화재로 지정까지 되었으나 지영희의 미주 이민으로 해제가 되었다.

##### 잡가의 현황
추교신(秋敎信)·조기준(曺基俊)·박춘경(朴春景)의 경기잡가 소리는 박춘재(朴春載)·임기준(林基俊)을 거쳐 이창배(李昌培)·정득만(鄭得晩)·김순태(金順泰) 등이 이어받고 있다. 여악(女樂)으로는 일찍이 최정식(崔貞植)에게 사사한 안비취(安翡翠), 주수봉(朱壽奉)에게 사사한 묵계월(墨桂月), 그리고 이은주(李銀株) 3인이 1974년 중요무형문화재 경기잡가(민요)의 기능보유자로 지정되어 각각 전수 장학생을 지도하였다. 한편 서도잡가 소리는 명창 장학선(張鶴仙)이 기능보유자로 지정되었다가 타계한 뒤 김정연(金正淵)·오복녀(吳福女) 2인이 승계하여 또한 전수 장학생을 가르치었다.

## 한국음악의 악곡
| - 종묘제례악 - 문묘제례악 - 사직제례악 - 경모궁 제례악 - 여민락 - 보허자 - 낙양춘 - 수제천 - 정동방곡 - 유황곡 - 취타 - 대취타 - 영산회상 - 자진한잎 - 가곡 - 가사 - 시조 - 아악 | - 산조 - 시나위 - 풍물놀이 - 민요 - 잡가 - 판소리 - 무악 - 범패 |  |

## 한국현대음악
한국현대음악은 일반적으로 1900년대부터 서양음악교육을 받고 서양음악의 악기, 양식, 음악어법 등을 사용한 한국 현대 작곡가들의 음악과, 1900년대부터의 현대적인 국악 작곡가로 나뉜다. 서양음악은 구한말 외국인 선교사들과 궁중 서양인 작곡가들 및 군악대를 통해 수용되었다. 대표적인 현대음악 작곡가로는 김성태, 윤이상, 강석희, 박영희, 진은숙 등이 있다.

## 같이 보기
- 국립국악원
- 한국국악협회
- 민족음악원